# Lista de opere ale lui Vincent van Gogh
Lista de opere a lui Vincent van Gogh este o listă parțială de picturi a artistului olandez Vincent van Gogh (1853–1890)
Aproape necunoscut în timpul vieții sale, Van Gogh este astăzi unul dintre cei mai celebri pictori din lume. El a realizat 2000 de lucrări care reprezintă portrete, naturi moarte și peisaje. Cele mai cunoscute opere sunt Mâncătorii de cartofi, Vază cu floarea-soarelui, Portretul doctorului Gachet și Noapte înstelată.

## Lista de opere a lui Vincent van Gogh
| 1   |  | Băiat ghemuit cu seceră, cretă neagră și acuarelă                                                               | 1881                         | Muzeul Kröller-Müller, Otterlo, Olanda                                                                                           |                |               |
| 2   |  | Natură moartă cu varză și saboți de lemn                                                                        | 1881                         | Muzeul Van Gogh, Amsterdam |                |               |
| 3   |  | Bătrân la gura sobei, cretă neagră, cretă orange roșiatică, acuarelă opacă pe hârtie liniată                    | noiembrie 1881               | Muzeul Kröller-Müller, Otterlo, Olanda (F868)                                                                                    |                |               |
| 4   |  | Femeie care coase, acuarelă                                                                                     | 1881-1882                    | Fundația Boer, Amsterdam |                |               |
| 5   |  | Femeie cu șal alb                                                                                               | iulie 1882                   | Teheran, Collection A. Farmanformaian (F949)                                                                                     | Haga, Olanda   | acuarelă      |
| 6   |  | Plajă la Scheveningen în vreme liniștită                                                                        | 1882                         | Colecție privată |                |               |
| 7   |  | Dune | 1882                         | Colecție privată |                |               |
| 8   |  | Dune cu figuri                                                                                                  | 1882                         | Colecție privată |                |               |
| 9   |  | Furtună la Scheveningen                                                                                         | 1882                         | Muzeul Van Gogh, Amsterdam |                |               |
| 10  |  | Pescar pe plajă                                                                                                 | 1882                         | Muzeul Kröller-Müller, Otterlo                                                                                                   |                |               |
| 11  |  | Soția pescarului pe plajă                                                                                       | 1882                         | Muzeul Kröller-Müller, Otterlo                                                                                                   |                |               |
| 12  |  | Femeie punând plase în dune                                                                                     | august 1882                  | Colecția François Odermatt, Montreal (F7)                                                                                        | Haga, Olanda   | Ulei pe pânză |
| 13  |  | Adnotat de artist în cerneală în stânga jos „La poarta eternității” litografie                                  | noiembrie 1882               | Muzeul de Arta Contemporana din Teheran (F1662)                                                                                  | Haga, Olanda   | Litografie    |
| 14  |  | Fată în alb în pădure                                                                                           | 1882                         | Muzeul Kröller-Müller, Otterlo, Olanda                                                                                           |                |               |
| 15  |  | Fată în pădure                                                                                                  | 1882                         | Colecție privată |                |               |
| 16  |  | Bărbat cu toiag sau sapă                                                                                        | 1882                         | Muzeul Memorial de Artă Kuboso, Izumi, Japonia                                                                                   |                |               |
| 17  |  | Piața cu trăsuri                                                                                                | 1882                         | Colecție privată |                |               |
| 18  |  | Marginea unei păduri                                                                                            | 1882                         | Muzeul Kröller-Müller, Otterlo, Olanda                                                                                           |                |               |
| 19  |  | Grup de case vechi cu biserica nouă în Haga                                                                     | 1882                         | Colecție privată |                |               |
| 20  |  | Moara de fier în Haga, acuarelă                                                                                 | 1882                         | Colecție privată |                |               |
| 21  |  | Pajiști în apropiere de Rijswijk, acuarelă                                                                      | 1882                         | Colecție privată |                |               |
| 22  |  | Întristare, schiță                                                                                              | 1882                         | Colecția Garman Ryan (F929a) |                |               |
| 23  |  | Gradina din spatele casei mamei Sien, Haga, desen                                                               | 1882                         | Muzeul Norton Simon, Pasadena, California (F942)                                                                                 |                |               |
| 24  |  | Acoperișuri, vedere din atelier, acuarelă                                                                       | 1882                         | Colecție privată |                |               |
| 25  |  | Pământ albit la Scheveningen, acuarelă                                                                          | 1882                         | Muzeul J. Paul Getty, Los Angeles                                                                                                |                |               |
| 26  |  | Salcie cu vârful tăiat, acuarelă                                                                                | 1882                         | Colecție privată |                |               |
| 27  |  | Portretul unui bărbat cu joben de asemenea Bărbat orfan cu joben, desen                                         | 1882                         | Muzeul de Artă Worcester, Worcester, Massachusetts (F954)                                                                        |                |               |
| 28  |  | În biserică de asemenea Bancă de biserică cu enoriași, acuarelă                                                 | 1882                         | Muzeul Kröller-Müller, Otterlo, Olanda (F967)                                                                                    |                |               |
| 29  |  | Loteria de stat                                                                                                 | 1882                         | Muzeul Van Gogh, Amsterdam |                |               |
| 30  |  | Portretul lui Jozef Blok, acuarelă                                                                              | 1882                         | Muzeul Van Gogh, Amsterdam |                |               |
| 31  |  | Sien îngrijind copilul, acuarelă și cretă                                                                       | 1882                         | Colecție privată |                |               |
| 32  |  | Piața de cartofi, acuarelă                                                                                      | 1882                         | Colecție privată |                |               |
| 33  |  | Două femei în pădure                                                                                            | 1882                         | Colecție privată |                |               |
| 34  |  | Vacă așezată | 1883                         | Colecție privată |                |               |
| 35  |  | Vacă așezată | 1883                         | Locație necunoscută |                |               |
| 36  |  | Cinci figuri | 1883                         | Colecție privată |                |               |
| 37  |  | Copac bătut de vânt                                                                                             | 1883                         | Locație necunoscută |                |               |
| 38  |  | Semănătorul (studiu)                                                                                            | 1883                         | Locație necunoscută |                |               |
| 39  |  | Vaci pe pajiște                                                                                                 | 1883                         | Colecție privată |                |               |
| 40  |  | Peisaje cu dune                                                                                                 | 1883                         | Colecție privată |                |               |
| 41  |  | Ferme în Loosduinen lângă Haga la apus                                                                          | 1883                         | Muzeul Centraal, Utrecht, Olanda                                                                                                 |                |               |
| 42  |  | Cabane | 1883                         | Muzeul Van Gogh, Amsterdam |                |               |
| 43  |  | Casă printre copaci                                                                                             | 1883                         | Muzeul Kolekcji Jana Pawla II, Varșovia, Polonia (F18)                                                                           |                |               |
| 44  |  | Două femei în baltă                                                                                             | 1883                         | Muzeul Van Gogh, Amsterdam |                |               |
| 45  |  | Țăran arzând buruieni                                                                                           | 1883                         | Colecție privată |                |               |
| 46  |  | Barcă de turbă cu două figuri                                                                                   | 1883                         | Muzeul Drents, Assen, Olanda |                |               |
| 47  |  | Fermă cu stive de turbă                                                                                         | 1883                         | Muzeul Van Gogh, Amsterdam |                |               |
| 48  |  | Lanuri de lalele                                                                                                | 1883                         | Locație necunoscută |                |               |
| 49  |  | Peisaj cu o biserică la apus                                                                                    | 1883                         | Colecție privată |                |               |
| 50  |  | Punte peste un șanț                                                                                             | 1883                         | Colecție privată |                |               |
| 51  |  | Femeie pe patul ei de moarte, acuarelă                                                                          | 1883                         | Muzeul Kröller-Müller, Otterlo, Olanda                                                                                           |                |               |
| 52  |  | Femeie cu roabă, acuarelă                                                                                       | 1883                         | Muzeul Kröller-Müller, Otterlo, Olanda                                                                                           |                |               |
| 53  |  | Spunând rugăciunea (van Gogh), de asemenea Femeie rugându-se, desen                                             | 1883                         | Muzeul Kröller-Müller, Otterlo, Olanda (F1053)                                                                                   |                |               |
| 54  |  | Femeie șezând de asemenea Femeie cu batic alb în jurul capului, stând pe o bancă, desen                         | 1883                         | Muzeul Kröller-Müller, Otterlo, Olanda (F1056)                                                                                   |                |               |
| 55  |  | Femeie hrănind găini, desen                                                                                     | 1883                         | Muzeul Kröller-Müller, Otterlo, Olanda (F1080)                                                                                   |                |               |
| 56  |  | Turbărie în Drenthe, acuarelă                                                                                   | 1883                         | Colecție privată |                |               |
| 57  |  | Pod mobil în Nieuw New Amsterdam, acuarelă                                                                      | 1883                         | Muzeul Groninger, Groningen, Olanda                                                                                              |                |               |
| 58  |  | Peisaj cu roabă, acuarelă                                                                                       | 1883                         | Muzeul de Artă Cleveland, Cleveland, Ohio                                                                                        |                |               |
| 59  |  | Licitație de lemn, acuarelă                                                                                     | 1883                         | Muzeul Kröller-Müller, Otterlo, Olanda                                                                                           |                |               |
| 60  |  | Trei figuri în apropierea unui canal cu moară de vânt, desen                                                    | 1883                         | Locație necunoscută |                |               |
| 61  |  | Peisaj cu copaci, cretă neagră, cerneală și acuarelă Black                                                      | 1883                         | Colecție privată (fără număr F, JH Add. 21)                                                                                      |                |               |
| 62  |  | Peisaj mlăștinos                                                                                                | 1883                         | Colecție privată |                |               |
| 63  |  | Țesător lângă un geam deschis                                                                                   | 1884                         | Neue Pinakothek, München |                |               |
| 64  |  | Biserica din Nuenen                                                                                             | 1884                         | Muzeul Van Gogh, Amsterdam |                |               |
| 65  |  | Țesător din profil dreapta                                                                                      | 1884                         | Colecție privată |                |               |
| 66  |  | Țesător, văzut din față                                                                                         | 1884                         | Muzeul Boijmans Van Beuningen, Rotterdam                                                                                         |                |               |
| 67  |  | Țesător din profil stânga cu roată                                                                              | 1884                         | Muzeul de Arte Plastice, Boston                                                                                                  |                |               |
| 68  |  | Război de țesut cu țesător                                                                                      | 1884                         | Muzeul Kröller-Müller, Otterlo, Olanda                                                                                           |                |               |
| 69  |  | Peisaj cu salcii cu vârful tăiat                                                                                | 1884                         | Colecție privată |                |               |
| 70  |  | Țesător stând în fața unui război de țesut                                                                      | 1884                         | Colecție privată |                |               |
| 71  |  | Țesător din profil dreapta                                                                                      | 1884                         | Colecție privată |                |               |
| 72  |  | Turnul vechi la Nuenen cu un plugar                                                                             | 1884                         | Muzeul Kröller-Müller, Otterlo, Olanda                                                                                           |                |               |
| 73  |  | Război de țesut cu țesător                                                                                      | 1884                         | Muzeul Kröller-Müller, Otterlo, Olanda                                                                                           |                |               |
| 74  |  | Război de țesut cu țesător                                                                                      | 1884                         | Muzeul Kröller-Müller, Otterlo, Olanda                                                                                           |                |               |
| 75  |  | Car cu bou roșu și alb                                                                                          | 1884                         | Muzeul Kröller-Müller, Otterlo, Olanda                                                                                           |                |               |
| 76  |  | Car cu bou negru                                                                                                | 1884                         | Muzeul de Artă Portland, Portland,                                                                                               |                |               |
| 77  |  | Turnul vechi în lanuri                                                                                          | 1884                         | Colecție privată |                |               |
| 78  |  | Fermieri plantând cartofi                                                                                       | 1884                         | Muzeul Kröller-Müller, Otterlo, Olanda                                                                                           |                |               |
| 79  |  | Cioban cu o turmă de oi                                                                                         | 1884                         | Muzeul Soumaya, Tizapán, Mexic                                                                                                   |                |               |
| 80  |  | Culegători de lemne în zăpadă                                                                                   | 1884                         | Colecție privată |                |               |
| 81  |  | Moară de apă la Gennep                                                                                          | 1884                         | Muzeul Noordbrabants's-Hertogenbosch, Olanda                                                                                     |                |               |
| 82  |  | Moară de apă la Gennep                                                                                          | 1884                         | Colecție privată |                |               |
| 83  |  | Moară de apă la Opwetten                                                                                        | 1884                         | Colecție privată |                |               |
| 84  |  | Moară de apă la Kollen lângă Nuenen                                                                             | 1884                         | Colecție privată |                |               |
| 85  |  | Natură moartă cu 4 sticle de piatră, bidon și ceașcă albă                                                       | 1884                         | Muzeul Kröller-Müller, Otterlo                                                                                                   |                |               |
| 86  |  | Natură moartă cu râșniță de cafea, pipă și ulcior                                                               | 1884                         | Muzeul Kröller-Müller, Otterlo                                                                                                   |                |               |
| 87  |  | Natură moartă cu saboți și vase                                                                                 | 1884                         | Muzeul Centraal, Utrecht, Olanda                                                                                                 |                |               |
| 88  |  | Natură moartă cu doi saci și sticlă                                                                             | 1884                         | Colecție privată |                |               |
| 89  |  | Natură moartă cu cinci sticle                                                                                   | 1884                         | Galeria Belvedere, Viena |                |               |
| 90  |  | Natură moartă cu ceramică și două sticle                                                                        | 1884                         | Muzeul Norton Simon, Pasadena, California                                                                                        |                |               |
| 91  |  | Natură moartă cu ceramică, sticlă de bere și o sticlă                                                           | 1884                         | Colecție privată |                |               |
| 92  |  | Natură moartă cu pensule într-o oală                                                                            | 1884                         | Colecție privată |                |               |
| 93  |  | Natură moartă cu Bottles and Earthenware                                                                        | 1884–1885                    | Muzeul Van Gogh, Amsterdam (F61r)                                                                                                |                |               |
| 94  |  | Natură moartă cu sticle, vas și scoică                                                                          | 1884                         | Colecție privată |                |               |
| 95  |  | Capul unei țărănci bătrâne cu bonetă albă                                                                       | 1884                         | Muzeul Von der Heydt, Wuppertal, Germania                                                                                        |                |               |
| 96  |  | Vază cu lunaria                                                                                                 | 1884–1885                    | Muzeul Van Gogh, Amsterdam |                |               |
| 97  |  | Turnul bisericii vechi la Nuenen                                                                                | 1884                         | Fundația E.G. Bührle, Zürich |                |               |
| 98  |  | Uliță toamna | 1884                         | Colecție privată (F120) | Nuenen, Olanda |               |
| 99  |  | Alee cu plopi toamna                                                                                            | 1884                         | Muzeul Van Gogh, Amsterdam |                |               |
| 100 |  | Alee cu plopi la apus                                                                                           | 1884                         | Muzeul Kröller-Müller, Otterlo, Olanda                                                                                           |                |               |
| 88  |  | Moară de apă la Gennep                                                                                          | 1884                         | Muzeul Thyssen-Bornemisza,Madrid, Spania                                                                                         |                |               |
| 89  |  | Capul unei țărănci                                                                                              | 1884                         | Colecție privată |                |               |
| 90  |  | Capul unei țărănci cu bonetă albă                                                                               | 1884                         | Colecție privată |                |               |
| 91  |  | Capul unei țărănci cu bonetă albă                                                                               | 1885                         | Galeria Națonală a Scoției, Edinburgh                                                                                            |                |               |
| 92  |  | Țărancă, jumătate de figură, așezată cu bonetă albă                                                             | 1884                         | Muzeul de Artă Modernă: Kita-Shiobara-Mura (Fukushima), Japonia                                                                  |                |               |
| 93  |  | Capul unei țărănci cu bonetă albă                                                                               | 1884                         | Galeria Nathan, Zürich |                |               |
| 94  |  | Capul unei țărănci bătrâne cu bonetă albă                                                                       | 1884                         | Colecție privată |                |               |
| 95  |  | Capul unei țărănci cu bonetă albă                                                                               | 1884                         | Muzeul de Artă Saint Louis], Saint Louis, Missouri                                                                               |                |               |
| 96  |  | Capul unui țăran cu pălărie                                                                                     | 1884                         | Galeria de Artă a Noului Wales de Sud, Sydney, Australia                                                                         |                |               |
| 97  |  | Țesător din profil dreapta                                                                                      | 1884                         | Colecție privată |                |               |
| 98  |  | Plantând cartofi                                                                                                | 1884                         | Muzeul Von der Heydt, Wuppertal, Germania                                                                                        |                |               |
| 99  |  | Doi șobolani | 1884                         | Colecție privată |                |               |
| 100 |  | Natură moartă cu vase, borcan și sticle                                                                         | 1884                         | Gemeentemuseum Den Haag, Haga |                |               |
| 101 |  | Vechiul turn din Nuenen cu oameni plimbându-se                                                                  | 1884                         | Colecție privată |                |               |
| 102 |  | Grădină la Nuenen                                                                                               | 1884                         | Muzeul Groninger, Groningen, Olanda                                                                                              |                |               |
| 103 |  | Sat la apus | 1884                         | Rijksmuseum, Amsterdam |                |               |
| 104 |  | Vază cu frunze moarte                                                                                           | 1884                         | Colecție privată |                |               |
| 105 |  | Război de țesut cu țesător, desen                                                                               | 1884                         | Muzeul Kröller-Müller, Otterlo, Olanda                                                                                           |                |               |
| 106 |  | Țesător stând în fața războiului de țesut, desen                                                                | 1884                         | Muzeul Kröller-Müller, Otterlo, Olanda                                                                                           |                |               |
| 107 |  | Capul unei femei                                                                                                | 1884–1885                    | Muzeul Van Gogh, Amsterdam |                |               |
| 108 |  | Capul unei femei                                                                                                | 1884–1885                    | Muzeul Van Gogh, Amsterdam |                |               |
| 109 |  | Capul unui bărbat                                                                                               | 1884–1885                    | Muzeul Van Gogh, Amsterdam |                |               |
| 110 |  | Femeie înfășurând firele                                                                                        | 1885                         | Muzeul Van Gogh, Amsterdam |                |               |
| 111 |  | Peisaj de toamnă cu patru copaci                                                                                | 1885                         | Muzeul Kröller-Müller, Otterlo, Olanda                                                                                           |                |               |
| 112 |  | Alee cu plopi                                                                                                   | 1885                         | Muzeul Boijmans Van Beuningen, Rotterdam                                                                                         |                |               |
| 113 |  | Căni de bere | 1885                         | Muzeul Van Gogh, Amsterdam |                |               |
| 114 |  | Natură moartă cu vas de alamă și ulcior                                                                         | 1885                         | Muzeul Van Gogh, Amsterdam |                |               |
| 115 |  | Natură moartă cu ceramică și sticle                                                                             | 1885                         | Muzeul Van Gogh, Amsterdam |                |               |
| 116 |  | Natură moartă cu două borcane și doi dovleci                                                                    | 1885                         | Colecție privată |                |               |
| 117 |  | Natură moartă cu pălărie de paie                                                                                | 1885                         | Muzeul Kröller-Müller, Otterlo                                                                                                   |                |               |
| 118 |  | Natură moartă cu pălărie de paie                                                                                | 1885                         | Muzeul Kröller-Müller, Otterlo, Olanda                                                                                           |                |               |
| 119 |  | Capul unei țărănci cu bonetă albă                                                                               | 1885                         | Locație necunoscută |                |               |
| 120 |  | Două mâini | 1885                         | Colecție privată |                |               |
| 121 |  | Grădina de la Nuenen în zăpadă                                                                                  | 1885                         | Muzeul Hammer, Los Angeles |                |               |
| 122 |  | Stația veche de tren de la Eindhoven                                                                            | 1885                         | Colecție privată |                |               |
| 123 |  | Capul unei femei                                                                                                | 1885                         | Muzeul Van Gogh, Amsterdam |                |               |
| 124 |  | Capul unei țărănci în fața unui geam                                                                            | 1885                         | Colecție privată, Tokyo |                |               |
| 125 |  | Capul unei femei                                                                                                | 1885                         | Muzeul Van Gogh, Amsterdam |                |               |
| 126 |  | Femeie care coase                                                                                               | 1885                         | Muzeul Van Gogh, Amsterdam |                |               |
| 127 |  | Țărancă luând masa                                                                                              | 1885                         | Muzeul Kröller-Müller, Otterlo, Olanda                                                                                           |                |               |
| 128 |  | Țărancă înaintea unei uși curățând cartofi                                                                      | 1885                         | Colecție privată |                |               |
| 129 |  | Capul unei femei cu panglică verzuie de bonetă                                                                  | 1885                         | Muzeul Kröller-Müller, Otterlo, Olanda                                                                                           |                |               |
| 130 |  | Mâncătorii de cartofi: studiu                                                                                   | 1885                         | Colecție privată |                |               |
| 131 |  | Mâncătorii de cartofi: studiu                                                                                   | 1885                         | Muzeul Kröller-Müller, Otterlo (F78)                                                                                             |                |               |
| 132 |  | Peisaj la apus                                                                                                  | 1885                         | Colecție privată |                |               |
| 130 |  | Capul unei țărănci cu bonetă albă                                                                               | 1885                         | Fundația E.G. Bührle, Zürich |                |               |
| 131 |  | Capul unei femei                                                                                                | 1885                         | Muzeul Van Gogh, Amsterdam |                |               |
| 132 |  | Capul unei țărănci cu bonetă albă                                                                               | 1885                         | Kunstmuseum Bern, Elveția |                |               |
| 133 |  | Mâncătorii de cartofi                                                                                           | 1885                         | Muzeul Van Gogh, Amsterdam |                |               |
| 134 |  | Coliba | 1885                         | Muzeul Van Gogh, Amsterdam |                |               |
| 135 |  | Vechiul turn al bisericii la Nuenen                                                                             | 1885                         | Muzeul Van Gogh, Amsterdam |                |               |
| 136 |  | Capul unei țărănci purtând o bonetă albă                                                                        | 1884–1885                    | Muzeul Kröller-Müller, Otterlo, Olanda                                                                                           |                |               |
| 137 |  | Capul unei țărănci cu bonetă albă                                                                               | 1885                         | Muzeul Norton Simon, Pasadena, California                                                                                        |                |               |
| 138 |  | Capul unei țărănci                                                                                              | 1885                         | Muzeul Kröller-Müller, Otterlo, Olanda                                                                                           |                |               |
| 139 |  | Turnul vechi cu cimitirul la Neunen în zăpadă                                                                   | 1885                         | Tate, Londra |                |               |
| 140 |  | Colibă cu țărancă săpând                                                                                        | 1885                         | Colecție privată |                |               |
| 141 |  | Colibă și țărancă cu haină                                                                                      | 1885                         | Städel, Frankfort, Germania |                |               |
| 142 |  | Colibă | 1885                         | Colecție privată |                |               |
| 143 |  | Colibă cu copaci                                                                                                | 1885                         | Colecție privată |                |               |
| 144 |  | Colibă cu copaci                                                                                                | 1885                         | Colecție privată |                |               |
| 145 |  | Colibă cu copaci                                                                                                | 1885                         | Muzeul Wallraf-Richartz, Köln |                |               |
| 146 |  | Țărancă săpând                                                                                                  | 1885                         | 's-Hertogenbosch, Nordul Brabantului                                                                                             |                |               |
| 147 |  | Țărancă săpând                                                                                                  | 1885                         | Galeria de Artă din Ontario, Toronto                                                                                             |                |               |
| 148 |  | Țărancă săpând                                                                                                  | 1885                         | Institutul de Arte Plastice Barber, Birmingham                                                                                   |                |               |
| 149 |  | Două țărănci săpând                                                                                             | 1885                         | Colecție privată |                |               |
| 150 |  | Două femei săpând cartofii                                                                                      | 1885                         | Muzeul Kröller-Müller, Otterlo, Olanda                                                                                           |                |               |
| 151 |  | Țărancă săpând cartofii                                                                                         | 1885                         | Muzeul Royal de Arte Plastice, Antwerp, Olanda                                                                                   |                |               |
| 152 |  | Coș de mere | 1885                         | Muzeul Van Gogh, Amsterdam |                |               |
| 153 |  | Coș de cartofi                                                                                                  | 1885                         | Muzeul Van Gogh, Amsterdam |                |               |
| 154 |  | Coș de mere | 1885                         | Muzeul Van Gogh, Amsterdam |                |               |
| 155 |  | Natură moartă cu coș de cartofi, înconjurat de frunze de toamnă și legume                                       | 1885                         | Colecție privată |                |               |
| 150 |  | Natură moartă cu legume și fructe                                                                               | 1885                         | Muzeul Van Gogh, Amsterdam |                |               |
| 151 |  | Natură moartă cu borcan roșiatic și mere                                                                        | 1885                         | Colecție privată |                |               |
| 152 |  | Natură moartă cu borcan roșiatic și cepe                                                                        | 1885                         | Galeria de Artă McMaster, Hamilton, Ontario                                                                                      |                |               |
| 153 |  | Natură moartă cu vas de ceramică și pere                                                                        | 1885                         | Muzeul Centraal, Utrecht, Olanda                                                                                                 |                |               |
| 154 |  | Natură moartă cu un coș de mere și doi dovleci                                                                  | 1885                         | Muzeul Kröller-Müller, Otterlo, Olanda                                                                                           |                |               |
| 155 |  | Coș de cartofi                                                                                                  | 1885                         | Muzeul Van Gogh, Amsterdam |                |               |
| 156 |  | Natură moartă cu cuiburi de păsări                                                                              | 1885                         | Muzeul Kröller-Müller, Otterlo, Olanda                                                                                           |                |               |
| 157 |  | Natură moartă cu cuiburi de păsări                                                                              | 1885                         | Muzeul Van Gogh, Amsterdam |                |               |
| 158 |  | Natură moartă cu trei cuiburi de păsări                                                                         | 1885                         | Gemeentemuseum Den Haag, Olanda                                                                                                  |                |               |
| 159 |  | Natură moartă cu cuiburi de păsări                                                                              | 1885                         | Muzeul Van Gogh, Amsterdam |                |               |
| 160 |  | Natură moartă cu trei cuiburi de păsări                                                                         | 1885                         | Muzeul Kröller-Müller, Otterlo, Olanda                                                                                           |                |               |
| 161 |  | Vedere din Amsterdam din stația centrală                                                                        | 1885                         | Colecței privată, Amsterdam |                |               |
| 162 |  | Natură moartă cu un coș de fructe                                                                               | 1885                         | Colecție privată |                |               |
| 163 |  | Coș cu cartofi                                                                                                  | 1885                         | Muzeul Van Gogh, Amsterdam |                |               |
| 164 |  | Natură moartă cu Biblie                                                                                         | 1885                         | Muzeul Van Gogh, Amsterdam, Olanda                                                                                               |                |               |
| 165 |  | Natură moartă cu vas de lut și cartofi                                                                          | 1885                         | Muzeul Boijmans-van Beuningen, Rotterdam                                                                                         |                |               |
| 166 |  | Peisaj de toamnă                                                                                                | 1885                         | Muzeul Fitzwilliam, Universitatea din Cambridge, Anglia                                                                          |                |               |
| 167 |  | Peisaj de toamnă la înserare                                                                                    | 1885                         | Muzeul Centraal, Utrecht, Olanda                                                                                                 |                |               |
| 168 |  | Grădină la Nuenen cu lac                                                                                        | 1885                         | Distrusă de foc în cel de-al Doilea Război Mondial, Rotterdam                                                                    |                |               |
| 169 |  | Țărancă așezată pe scaun                                                                                        | 1885                         | Colecție privată |                |               |
| 170 |  | Țărancă cosînd                                                                                                  | 1885                         | Colecție privată |                |               |
| 171 |  | Țărancă așezată                                                                                                 | 1885                         | Colecție privată |                |               |
| 172 |  | Țărancă stând în casă                                                                                           | 1885                         | Muzeul Național al Serbiei, Belgrad                                                                                              |                |               |
| 173 |  | Două țărănci săpând cartofi                                                                                     | 1885                         | Muzeul Kröller-Müller, Otterlo, Olanda                                                                                           |                |               |
| 174 |  | Țăran și țărancă plantând cartofi                                                                               | 1885                         | Kunsthaus Zürich |                |               |
| 175 |  | Capul unei femei                                                                                                | 1885                         | Muzeul Van Gogh, Amsterdam |                |               |
| 176 |  | Capul unei femei cu bonetă albă                                                                                 | 1885                         | Muzeul de Artă Woodone, Yoshiwa, Japonia                                                                                         |                |               |
| 177 |  | Capul unei femei cu bonetă neagră                                                                               | 1885                         | Colecție privată |                |               |
| 178 |  | Capul unei femei cu bonetă neagră                                                                               | 1885                         | Muzeul Orsay, Paris |                |               |
| 179 |  | Capul unei femei cu bonetă neagră                                                                               | 1885                         | Muzeul de Artă Cincinnati, Cincinnati, Ohio                                                                                      |                |               |
| 180 |  | Capul unei femei cu bonetă maronie                                                                              | 1885                         | Galeria de Artă Dufresne, Paris                                                                                                  |                |               |
| 181 |  | Capul unei femei cu bonetă nagră                                                                                | 1885                         | Colecție privată |                |               |
| 182 |  | Capul unei femei cu bonetă nagră                                                                                | 1885                         | Muzeul Hecht, Haifa, Israel |                |               |
| 183 |  | Țărancă greblând                                                                                                | 1885                         | Colecție privată |                |               |
| 184 |  | Capul unei femei cu bonetă albă                                                                                 | 1885                         | Galeria Națonală a Scoției, Edinburgh                                                                                            |                |               |
| 185 |  | Gordina de Groot, capul                                                                                         | 1885                         | Colecție privată |                |               |
| 186 |  | Țărancă săpând în fața colibei ei                                                                               | 1885                         | Institutul de Artă Chicago |                |               |
| 188 |  | Țărancă, așezată cu bonetă albă                                                                                 | 1885                         | Noordbrabants, Den Bosch (F144a)                                                                                                 |                |               |
| 189 |  | Țărancă curățând cartofi                                                                                        | 1885                         | Colecție privată |                |               |
| 190 |  | Țărancă ridicând cartofi                                                                                        | 1885                         | Muzeul Van Gogh, Amsterdam |                |               |
| 191 |  | Țărancă spălând                                                                                                 | 1885                         | Colecție privată |                |               |
| 192 |  | Țărancă cu copil pe genunchiul ei                                                                               | 1885                         | Colecție privată |                |               |
| 193 |  | Capul unei țărănci tinere cu bonetă neagră                                                                      | 1885                         | Muzeul Kröller-Müller, Otterlo, Olanda                                                                                           |                |               |
| 194 |  | Capul unei femei                                                                                                | 1885                         | Muzeul Kröller-Müller, Otterlo, Olanda                                                                                           |                |               |
| 195 |  | Femeie cu mătură                                                                                                | 1885                         | Muzeul Kröller-Müller, Otterlo, Olanda                                                                                           |                |               |
| 196 |  | Capul unei femei                                                                                                | 1885                         | Muzeul Kröller-Müller, Otterlo, Olanda                                                                                           |                |               |
| 197 |  | Capul unei țărănci cu bonetă neagră                                                                             | 1885                         | Colecție privată |                |               |
| 198 |  | Capul unei femei cu bonetă maronie                                                                              | 1885                         | Muzeul Kröller-Müller, Otterlo, Olanda                                                                                           |                |               |
| 199 |  | Capul unei țărănci cu eșarfă verde                                                                              | 1885                         | Muzeul de Arte Plastice din Lyon, Franța                                                                                         |                |               |
| 200 |  | Țărancă țesând ciorapi                                                                                          | 1885                         | Colecție privată |                |               |
| 201 |  | Țărancă lângă șemineu                                                                                           | 1885                         | Muzeul Orsay, Paris |                |               |
| 202 |  | Capul unei femei                                                                                                | 1885]                        | Muzeul Van Gogh, Amsterdam |                |               |
| 203 |  | Femeie cu eșarfă de doliu                                                                                       | 1885                         | Muzeul Van Gogh, Amsterdam |                |               |
| 204 |  | Capul unui tânăr țăran cu pălărie ascuțită                                                                      | 1885                         | Muzeul Royal de Arte Plastice al Belgiei, Bruxelles                                                                              |                |               |
| 205 |  | Capul unui tânăr țăran cu pălărie ascuțită                                                                      | 1885                         | Muzeul de Arte Plastice Nelson-Atkins, Kansas City                                                                               |                |               |
| 206 |  | Țăran săpând | 1885                         | Muzeul Kröller-Müller, Otterlo, Olanda                                                                                           |                |               |
| 207 |  | Femeie la masă                                                                                                  | 1885                         | Muzeul Kröller-Müller, Otterlo, Olanda                                                                                           |                |               |
| 208 |  | Capul unui bărbat                                                                                               | 1885                         | Muzeul Kröller-Müller, Otterlo, Olanda                                                                                           |                |               |
| 209 |  | Capul unui bărbat cu pipă                                                                                       | 1885                         | Muzeul Kröller-Müller, Otterlo, Olanda                                                                                           |                |               |
| 210 |  | Capul unui țăran cu pălărie                                                                                     | 1885                         | Colecția Niarchos |                |               |
| 211 |  | Colibă cu țărancă venind acasă                                                                                  | 1885                         | Muzeul Soumaya, Mexico City |                |               |
| 212 |  | Țăran făcând un coș                                                                                             | 1885                         | Musée des Beaux-Arts, Elveția |                |               |
| 213 |  | Țăran făcând un coș                                                                                             | 1885                         | Colecție privată |                |               |
| 214 |  | Capul unei femei bătrâne cu bonetă albă                                                                         | 1885                         | Muzeul Van Gogh, Amsterdam |                |               |
| 215 |  | Bobinator | 1885                         | Muzeul Van Gogh, Amsterdam |                |               |
| 216 |  | Țărancă gătind la sobă                                                                                          | 1885                         | Muzeul Metropolitan de Artă, New York                                                                                            |                |               |
| 217 |  | Vulpe zburătoare                                                                                                | 1885                         | Muzeul Van Gogh, Amsterdam |                |               |
| 218 |  | Casa parohială la Nuenen                                                                                        | 1885                         | Muzeul Van Gogh, Amsterdam |                |               |
| 219 |  | Casa parohială la Nuenen la lumina lunii                                                                        | 1885                         | Colecție privată |                |               |
| 220 |  | Colibă cu copaci și țărancă                                                                                     | 1885                         | Colecție privată |                |               |
| 221 |  | Peisaj la amurg                                                                                                 | 1885                         | Muzeul Thyssen-Bornemisza, Madrid                                                                                                |                |               |
| 222 |  | Alee la țară cu două figuri                                                                                     | 1885                         | Colecție privată |                |               |
| 223 |  | Snopi de grâu pe o câmpie                                                                                       | 1885                         | Muzeul Kröller-Müller, Otterlo, Olanda                                                                                           |                |               |
| 224 |  | Grădina casei parohiale la Nuenen în zăpadă                                                                     | 1885                         | Muzeul Norton Simon, Pasadena |                |               |
| 225 |  | Salcia | 1885                         | Colecție privată |                |               |
| 226 |  | Peisaj cu copaci bătuți de vânt                                                                                 | 1885                         | Locație necunoscută |                |               |
| 227 |  | NAtură moartă cu ceainic de cupru și două vase albe                                                             | 1885                         | Colecție privată |                |               |
| 228 |  | Portretul unui bătrân cu barbă                                                                                  | 1885                         | Muzeul Van Gogh, Amsterdam |                |               |
| 229 |  | Capul unei femei cu părul ei liber                                                                              | 1885                         | Muzeul Van Gogh, Amsterdam |                |               |
| 230 |  | Portretul unei femei cu panglică roșie                                                                          | 1885                         | Colecție privată |                |               |
| 231 |  | Portretul unei femei în albastru                                                                                | 1885                         | Muzeul Van Gogh, Amsterdam |                |               |
| 232 |  | Vederea unui oraș cu pod mobil                                                                                  | 1885                         | Colecție privată |                |               |
| 233 |  | Rujiterkade în Amsterdam                                                                                        | 1885                         | Muzeul Van Gogh, Amsterdam |                |               |
| 234 |  | Craniu cu o țigară arzând                                                                                       | 1885                         | Muzeul Van Gogh, Amsterdam |                |               |
| 235 |  | Natură moartă cu un coș de legume                                                                               | 1885                         | Colecția Anneliese Brand, Landsberg am Lech                                                                                      |                |               |
| 236 |  | Curte de case vechi în Antwerp în zăpadă                                                                        | 1885                         | Muzeul Van Gogh, Amsterdam |                |               |
| 237 |  | Capul unei femei                                                                                                | 1885                         | Muzeul Van Gogh, Amsterdam |                |               |
| 238 |  | Țărancă curățând cartofi                                                                                        | 1885                         | Muzeul Metropolitan de Artă, New York                                                                                            |                |               |
| 239 |  | Capul unei femei                                                                                                | 1885                         | Muzeul Van Gogh, Amsterdam |                |               |
| 240 |  | Grădina casei parohiale la Nuenen cu lac și figuri, acuarelă                                                    | 1885                         | Colecție privată |                |               |
| 241 |  | Mâncătorii de cartofi, studiu dintr-o litografie                                                                | 1885                         | Muzeul Thyssen-Bornemisza, Madrid, Spania sau locație necunoscută                                                                |                |               |
| 242 |  | Capul unei țărănci cu bonetă neagră                                                                             | 1885                         | Colecție privată |                |               |
| 243 |  | Gordina de Groot, capul                                                                                         | 1885                         | Colecție privată |                |               |
| 244 |  | Colibă cu hambar vechi și femeie                                                                                | 1885                         | Colecție privată |                |               |
| 245 |  | Colibă | 1885                         | Colecție privată |                |               |
| 246 |  | Papagalul verde                                                                                                 | 1886                         | Colecție privată |                |               |
| 247 |  | Pescărușul | 1886                         | Muzeul Van Gogh, Amsterdam |                |               |
| 248 |  | Autopotret | 1886                         | Gemeentemuseum Den Haag, Haga |                |               |
| 249 |  | Autoportret cu pipă                                                                                             | 1886                         | Muzeul Van Gogh, Amsterdam |                |               |
| 250 |  | Autoportret cu pălărie din pâslă neagră la Easel                                                                | 1886                         | Muzeul Van Gogh, Amsterdam (F181)                                                                                                |                |               |
| 251 |  | Natură moartă cu un buchet de margarete                                                                         | 1886                         | Philadelphia Museum of Art (F197)                                                                                                |                |               |
| 252 |  | Borcan de ghimbir plin cu crizanteme                                                                            | 1886                         | Colecție privată (F198) |                |               |
| 253 |  | Vază cu spânz                                                                                                   | 1886                         | Colecție privată (F199) |                |               |
| 254 |  | Mușcată în ghiveci                                                                                              | 1886                         | Colecție privată (F201) |                |               |
| 255 |  | Natură moartă cu scrumbii de asemenea Heringi afumați                                                           | 1886                         | Muzeul Kröller-Müller, Otterlo (F203)                                                                                            |                |               |
| 256 |  | Autoportret cu pipă                                                                                             | 1886                         | Muzeul Van Gogh, Amsterdam (F208)                                                                                                |                |               |
| 257 |  | Autoportret cu pălărie din pâslă neagră                                                                         | 1886                         | Muzeul Van Gogh, Amsterdam (F208a)                                                                                               |                |               |
| 258 |  | Portret al unui bărbat                                                                                          | 1886                         | Galeria Națională a Victoriei, Melbourne, Victoria (F209)                                                                        |                |               |
| 259 |  | Lalele | 1886                         | Locație necunoscută (F214) |                |               |
| 260 |  | Studiul nud al unei fetițe, șezând                                                                              | 1886                         | Muzeul Van Gogh, Amsterdam (F215)                                                                                                |                |               |
| 261 |  | Portretul unei femei, privind spre dreapta                                                                      | 1886                         | Muzeul Van Gogh, Amsterdam (F215b)                                                                                               |                |               |
| 262 |  | Portretul unei femei cu pălărie                                                                                 | 1886                         | Muzeul Van Gogh, Amsterdam (F215c)                                                                                               |                |               |
| 263 |  | Portretul unei femei așezate                                                                                    | 1886                         | Muzeul Van Gogh, Amsterdam (F215d)                                                                                               |                |               |
| 264 |  | Statuia din ghips a unui trunchi de femeie                                                                      | 1886                         | Muzeul Van Gogh, Amsterdam (F216a)                                                                                               |                |               |
| 265 |  | Statuia din ghips a unui cal                                                                                    | 1886                         | Muzeul Van Gogh, Amsterdam (F216b)                                                                                               |                |               |
| 266 |  | Statuia din ghips a unui cal                                                                                    | 1886                         | Muzeul Van Gogh, Amsterdam (F216c)                                                                                               |                |               |
| 267 |  | Statuia din ghips a unui trunchi de femeie                                                                      | 1886                         | Muzeul Van Gogh, Amsterdam (F216d)                                                                                               |                |               |
| 268 |  | Statuia din ghips a unui trunchi de bărbat                                                                      | 1886                         | Muzeul Van Gogh, Amsterdam (F216e)                                                                                               |                |               |
| 269 |  | Statuia din ghips a unui bărbat îngenunchând                                                                    | 1886                         | Muzeul Van Gogh, Amsterdam (F216f)                                                                                               |                |               |
| 270 |  | Statuia din ghips a unui trunchi de femeie                                                                      | 1886                         | Muzeul Van Gogh, Amsterdam (F216g)                                                                                               |                |               |
| 271 |  | Statuia din ghips a unui trunchi de femeie                                                                      | 1886                         | Muzeul Van Gogh, Amsterdam (F216h)                                                                                               |                |               |
| 272 |  | Statuia din ghips a unui trunchi de femeie                                                                      | 1886                         | Muzeul Van Gogh, Amsterdam (F216i)                                                                                               |                |               |
| 273 |  | Statuia din ghips a unui trunchi de femeie                                                                      | 1886                         | Muzeul Van Gogh, Amsterdam (F216j)                                                                                               |                |               |
| 274 |  | Bol cu crizanteme                                                                                               | 1886                         | Colecție privată (F217) |                |               |
| 275 |  | Pahar cu trandafiri                                                                                             | 1886                         | Muzeul Van Gogh, Amsterdam (F218)                                                                                                |                |               |
| 276 |  | Natură moartă cu mere, carne și bulci de pâine                                                                  | 1886                         | Muzeul Kröller-Müller, Otterlo (F219)                                                                                            |                |               |
| 277 |  | Vaze cu garoafe                                                                                                 | 1886                         | Muzeul Boijmans Van Beuningen, Rotterdam, Olanda (F220)                                                                          |                |               |
| 278 |  | Podul Carrousel și Luvrul                                                                                       | 1886                         | Fundația Carlsberg, Copenhaga (F221)                                                                                             |                |               |
| 279 |  | Sărbătorirea zilei de paisprezece iulie în Paris                                                                | 1886                         | Colecție privată (F222) |                |               |
| 280 |  | Alee în grădina Luxemburg                                                                                       | 1886                         | Institutul de artă Sterling & Francine, Williamstown, Massachusetts (F223)                                                       |                |               |
| 281 |  | Oameni plimbându-se prin Bois de Boulogne                                                                       | 1886                         | Colecție privată (F224) |                |               |
| 282 |  | Oameni plimbându-se prin Bois de Boulogne                                                                       | 1886                         | Fundația Noro, Curaçao, Antilele Olandeze (F225)                                                                                 |                |               |
| 283 |  | Moara de la Galette                                                                                             | 1886                         | Stiftung Langmatt, Baden, Elveția (F226)                                                                                         |                |               |
| 284 |  | Moara de la Galette                                                                                             | 1886                         | Muzeul Kröller-Müller, Otterlo, Olanda (F227)                                                                                    |                |               |
| 285 |  | Moara de la Galette                                                                                             | 1886                         | Neue Nationalgalerie, Berlin (F228)                                                                                              |                |               |
| 286 |  | Deal din Montmartre cu carieră de piatră                                                                        | 1886                         | Muzeul Van Gogh, Amsterdam (F229)                                                                                                |                |               |
| 287 |  | Deal din Montmartre cu carieră de piatră                                                                        | 1886                         | Muzeul Van Gogh, Amsterdam (F230)                                                                                                |                |               |
| 288 |  | Vedere a acoperișurilor și spatele caselor                                                                      | 1886                         | Muzeul Van Gogh, Amsterdam (F231)                                                                                                |                |               |
| 289 |  | Pantă în Montmartre                                                                                             | 1886                         | Muzeul Van Gogh, Amsterdam (F232)                                                                                                |                |               |
| 290 |  | Vază cu Astere de toamnă de asemenea Vază cu astere și Flox                                                     | 1886                         | Muzeul Van Gogh, Amsterdam (F234)                                                                                                |                |               |
| 291 |  | Vază cu nalbe                                                                                                   | 1886                         | Kunsthaus Zürich (F235) |                |               |
| 292 |  | Vază cu garoafe albe și roșii                                                                                   | 1886                         | Colecție privată (F236) |                |               |
| 293 |  | Vază cu gladiole și garoafe                                                                                     | 1886                         | Muzeul Boijmans Van Beuningen, Rotterdam (F237)                                                                                  |                |               |
| 294 |  | Terasa unei cafenele din Montmartre (La Guinguette)                                                             | 1886                         | Musée d'Orsay, Paris (F238) |                |               |
| 295 |  | Vază cu cârciumărese și mușcate                                                                                 | 1886                         | Galeria Națională a Canadei, Ottawa, Canada (F241)                                                                               |                |               |
| 296 |  | Vasă cu gladiole și garoafe                                                                                     | 1886                         | Colecție privată (F242) |                |               |
| 297 |  | Vază cu garoafe                                                                                                 | 1886                         | Institutul de Artă din Detroit, Michigan (F243)                                                                                  |                |               |
| 298 |  | Vază cu nu mă uita și bujori                                                                                    | 1886                         | Muzeul Van Gogh, Amsterdam (F243a)                                                                                               |                |               |
| 299 |  | Tamburină cu panseluțe                                                                                          | 1886                         | Muzeul Van Gogh, Amsterdam (F244)                                                                                                |                |               |
| 300 |  | Vază cu garoafe                                                                                                 | 1886                         | Muzeul Stedelijk, Amsterdam (F245)                                                                                               |                |               |
| 301 |  | Vază cu garoafe albe și trandafiri și sticlă                                                                    | 1886                         | Muzeul Kröller-Müller, Otterlo (F246)                                                                                            |                |               |
| 302 |  | Vază cu gladiole roșii                                                                                          | 1886                         | Colecție privată (F247) |                |               |
| 303 |  | Vază cu gladiole roșii                                                                                          | 1886                         | Colecție privată (F248) |                |               |
| 304 |  | Vază cu gladiole                                                                                                | 1886                         | Muzeul Van Gogh, Amsterdam (F248a)                                                                                               |                |               |
| 305 |  | Vază cu gladiole roșii                                                                                          | 1886                         | Musée Jenisch, Vevey, Elveția (F248b)                                                                                            |                |               |
| 306 |  | Bol cu bujori și trandafiri                                                                                     | 1886                         | Muzeul Kröller-Müller, Otterlo, Olanda (F249)                                                                                    |                |               |
| 307 |  | Bol cu floarea-soarelui, trandafiri și alte flori                                                               | 1886                         | Kunsthalle Mannheim, Mannheim, Germania (F250)                                                                                   |                |               |
| 308 |  | Bol cu cârciumărese și alte flori de asemenea Vază cu cârciumărese și alte flori                                | 1886                         | Galeria Națională a Canadei, Ottawa, Canada (F251)                                                                               |                |               |
| 309 |  | Vază cu cârciumărese                                                                                            | 1886                         | Muzeul Kreeger, Washington D.C. (F252)                                                                                           |                |               |
| 310 |  | Natură moartă cu sticlă, două pahare, brânză și pâine                                                           | 1886                         | Muzeul Van Gogh, Amsterdam (F253)                                                                                                |                |               |
| 311 |  | O pereche de papuci                                                                                             | 1886                         | Muzeul Van Gogh, Amsterdam (F255)                                                                                                |                |               |
| 312 |  | Natură moartă cu moluște și creveți                                                                             | 1886                         | Muzeul Van Gogh, Amsterdam (F256)                                                                                                |                |               |
| 313 |  | Vază albă cu trandafiri și alte flori                                                                           | 1886                         | Colecție privată (F258) |                |               |
| 314 |  | Vază cu garoafe și cârciumărese                                                                                 | 1886                         | Colecție privată (F259) |                |               |
| 315 |  | Vedere a acoperișurilor din Paris                                                                               | 1886                         | Muzeul Van Gogh, Amsterdam (F261)                                                                                                |                |               |
| 316 |  | Vedere a Parisului din Montmartre                                                                               | 1886                         | Kunstmuseum Basel, Basel, Elveția (F262)                                                                                         |                |               |
| 317 |  | Portretul lui Père Tanguy                                                                                       | 1886–1887                    | Ny Carlsberg Glyptotek, Copenhaga (F263)                                                                                         |                |               |
| 318 |  | Periferia Parisului                                                                                             | 1886                         | Colecție privată (F264) |                |               |
| 319 |  | Adăpost în Montmartre                                                                                           | 1886                         | Muzeul de Arte Frumoase din San Francisco, San Francisco (F264a)                                                                 |                |               |
| 320 |  | Vedere a Parisului în apropiere de Montmartre                                                                   | 1886                         | Galeria Națională a Irlandei, Dublin (F265)                                                                                      |                |               |
| 321 |  | Dealul din Montmartre de asemenea Vedere din Montmartre cu mori de vânt                                         | 1886                         | Muzeul Kröller-Müller, Otterlo, Olanda (F266)                                                                                    |                |               |
| 322 |  | Moară din Montmartre (copie alb-negru)                                                                          | 1886                         | Distrusă de incendiu în 1967 (F271)                                                                                              |                |               |
| 323 |  | Terasă și punte de observare la moara Blute-Fin, Montmartre                                                     | 1886                         | Art Institute of Chicago (F272)                                                                                                  |                |               |
| 324 |  | Moara Blute-Fin                                                                                                 | 1886                         | Muzeul de Artă Bridgestone, Tokyo (F273)                                                                                         |                |               |
| 325 |  | Moara de la Galette de asemenea Moar Blute-Fin, Montmartre                                                      | 1886                         | Galeria de Artă și Muzeul Kelvingrove Glasgow (F274)                                                                             |                |               |
| 326 |  | Vază cu albăstrele și maci, bujori și crizanteme                                                                | 1886                         | Muzeul Kröller-Müller, Otterlo (F278)                                                                                            |                |               |
| 327 |  | Vază cu maci roșii                                                                                              | 1886                         | Wadsworth Atheneum, Hartford (F279)                                                                                              |                |               |
| 328 |  | Plantă Coleus într-un ghiveci                                                                                   | 1886                         | Muzeul Van Gogh, Amsterdam (F281)                                                                                                |                |               |
| 329 |  | Cineraria într-un ghiveci                                                                                       | 1886                         | Muzeul Boijmans Van Beuningen, Rotterdam, Olanda (F282)                                                                          |                |               |
| 330 |  | Natură moartă cu heringi de asemenea Natură moartă: Heringii din Saurs                                          | 1886                         | Kunstmuseum, Basel, Elveția (F283)                                                                                               |                |               |
| 331 |  | Vază cu astere, salvie și alte flori                                                                            | 1886                         | Gemeentemuseum Den Haag, Haga, Olanda (F286)                                                                                     |                |               |
| 332 |  | Vază cu gladiole și liliac                                                                                      | 1886                         | Colecție privată (F286a) |                |               |
| 333 |  | Vază cu maci de asemenea Vază cu Viscaria                                                                       | 1886                         | Furat în august 2010 din palatul Mohammed Mahmoud Khalil, Cairo (F324a)                                                          |                |               |
| 334 |  | Vază cu garoafe roșii și albe pe un fundal galben                                                               | 1886                         | Muzeul Kröller-Müller, Otterlo (F327)                                                                                            |                |               |
| 335 |  | O pereche de papuci                                                                                             | 1886                         | Muzeul Van Gogh, Amsterdam (F331)                                                                                                |                |               |
| 336 |  | Trei perechi de papuci                                                                                          | 1886                         | Muzeul de Artă Fogg, Universitatea Harvard, Cambridge (F332)                                                                     |                |               |
| 337 |  | Moara de la Galette                                                                                             | 1886                         | Museo Nacional de Bellas Artes (Buenos Aires), Argentina (F348)                                                                  |                |               |
| 338 |  | Moara de la Galette                                                                                             | 1886                         | Muzeul de Artă Carnegie, Pittsburg (F348a)                                                                                       |                |               |
| 339 |  | Moara de la Galette                                                                                             | 1886                         | Colecție privată (F349) |                |               |
| 340 |  | Vază cu garoafe și alte flori                                                                                   | 1886                         | Muzeul Kreeger, Washington D.C. (F596)                                                                                           |                |               |
| 341 |  | Natură moartă cu sipică și ranunculus                                                                           | 1886                         | Galeria de Artă Takahata, Osaka (F666)                                                                                           |                |               |
| 342 |  | Vază cu bujori                                                                                                  | 1886                         | Colecție privată (F666a) |                |               |
| 343 |  | Natură moartă cu carne, legume și oale                                                                          | 1886                         | Colecție privată (F1670) |                |               |
| 344 |  | Natură moartă cu doi heringi, o pânză și un pahar                                                               | 1886                         | Colecție privată (F1671) |                |               |
| 345 |  | Amurg, înainte de furtună: Montmartre                                                                           | 1886                         | Colecție privată (F1672) |                |               |
| 346 |  | Bol cu narcise                                                                                                  | 1886                         | Colecție privată (F niciunul) |                |               |
| 347 |  | Vază cu gladiole                                                                                                | 1886                         | Colecție privată (F, JH necunoscut)                                                                                              |                |               |
| 348 |  | Portretul dealerului de artă Alexander Reid; Stând pe un scaun lejer                                            | 1886–1887                    | Muzeul de Artă Fred Jones Jr., Norman, Oklahoma (F270)                                                                           |                |               |
| 349 |  | Portretul unui om cu mustață                                                                                    | 1886–1887                    | Locație necunoscută (F288) |                |               |
| 350 |  | Portretul unui bărbat cu scufie (Etienne-Lucien Martin)                                                         | 1886–1887                    | Muzeul Van Gogh, Amsterdam (F289)                                                                                                |                |               |
| 351 |  | Auto-portret cu pălărie gri de feltru                                                                           | 1886-87                      | Rijksmuseum, Amsterdam (F295) |                |               |
| 352 |  | Portretul unei femei (Madame Tanguy?)                                                                           | 1886–1887?                   | Kunstmuseum, Basel (F357) |                |               |
| 353 |  | Auto-portret cu pălărie de feltru (imagine în revers)                                                           | 1887                         | Muzeul Van Gogh, Amsterdam, Olanda (F61v)                                                                                        |                |               |
| 354 |  | Auto-portret | 1887                         | Muzeul Van Gogh, Amsterdam (F77v)                                                                                                |                |               |
| 355 |  | Auto-portret | 1887                         | Muzeul Van Gogh, Amsterdam (F109v)                                                                                               |                |               |
| 356 |  | Auto-portret cu pălărie de paie și pipă (imagine inversată)                                                     | 1887                         | Muzeul Van Gogh, Amsterdam (F179v)                                                                                               |                |               |
| 357 |  | Fritillaria într-o vază de cupru                                                                                | 1887                         | Musée d'Orsay, Paris (F213) |                |               |
| 358 |  | Statuie din ghips a unui trunchi de femeie                                                                      | 1887–1888                    | Colecție privată (F216) |                |               |
| 359 |  | Drum cu tunel (Viaductul)                                                                                       | 1887                         | Muzeul Solomon R. Guggenheim, New York (F239)                                                                                    |                |               |
| 360 |  | Podul Senei de la Asnieres                                                                                      | 1887                         | Colecție privată (F240) |                |               |
| 361 |  | Natură moartă cu mere                                                                                           | 1887–1888                    | Muzeul Van Gogh, Amsterdam (F254)                                                                                                |                |               |
| 362 |  | Autoportret cu pipă și pahar                                                                                    | 1887                         | Muzeul Van Gogh, Amsterdam (F263a)                                                                                               |                |               |
| 363 |  | Fabrici văzute de pe deal la lumina lunii                                                                       | 1887                         | Muzeul Van Gogh, Amsterdam (F266a)                                                                                               |                |               |
| 364 |  | Autoportret | 1887                         | Muzeul Van Gogh, Amsterdam (F267)                                                                                                |                |               |
| 365 |  | Autoportret | 1887                         | Wadsworth Atheneum, Hartford, Connecticut (F268)                                                                                 |                |               |
| 366 |  | Autoportret | 1887                         | Muzeul Van Gogh, Amsterdam (F269v)                                                                                               |                |               |
| 367 |  | Castan înflorit                                                                                                 | 1887                         | Muzeul Van Gogh, Amsterdam (F270a)                                                                                               |                |               |
| 368 |  | Alee în parcul Voyer d'Argenson din Asnieres                                                                    | 1887                         | Galeria de Artă a Universității Yale, New Haven, Connecticut (F275)                                                              |                |               |
| 369 |  | Alee în parcul Voyer d'Argenson din Asnieres                                                                    | 1887                         | Galeria de Artă a Universității Yale, New Haven, Connecticut (F276)                                                              |                |               |
| 370 |  | Alee în parcul Voyer d'Argenson din Asnieres                                                                    | 1887                         | Colecție privată (F277) |                |               |
| 371 |  | Natură moartă cu heringi și usturoi                                                                             | 1887                         | Muzeul de artă Bridgestone, Tokyo (F283b)                                                                                        |                |               |
| 372 |  | Lilieci | 1887                         | Muzeul Hammer, Los Angeles (286b)                                                                                                |                |               |
| 373 |  | Copaci într-un lan pe vreme însoritp                                                                            | 1887                         | Colecție privată, Amsterdam (F291)                                                                                               |                |               |
| 374 |  | Bulevardul Clichy                                                                                               | 1887                         | Muzeul Van Gogh, Amsterdam (F292)                                                                                                |                |               |
| 375 |  | Malurile Senei                                                                                                  | 1887                         | Muzeul Van Gogh, Amsterdam (F293)                                                                                                |                |               |
| 376 |  | Autoportret cu pălărie de paie                                                                                  | 1887                         | Muzeul Van Gogh, Amsterdam (F294)                                                                                                |                |               |
| 377 |  | Autoportret cu pălărie gri de feltru                                                                            | 1887                         | Muzeul Van Gogh, Amsterdam (F296)                                                                                                |                |               |
| 378 |  | Craniu | 1887–1888                    | Muzeul Van Gogh, Amsterdam (F297)                                                                                                |                |               |
| 379 |  | Craniu | 1887–1888                    | Muzeul Van Gogh, Amsterdam (F297a)                                                                                               |                |               |
| 380 |  | Sena cu o barcă                                                                                                 | 1887                         | Colecție privată (F298) |                |               |
| 381 |  | Mergând singur pe malul Senei în apropiere de Asnieres                                                          | 1887                         | Muzeul Van Gogh, Amsterdam (F299)                                                                                                |                |               |
| 382 |  | Vedere a unui râu cu bărci vâslind                                                                              | 1887                         | Colecție privată (F300) |                |               |
| 383 |  | Podul Senei la Asnieres                                                                                         | 1887                         | Colecția Fundației E.G. Bührle, Zürich (F301)                                                                                    |                |               |
| 384 |  | Malurile Senei cu podul Clichy                                                                                  | 1887                         | Colecție privată a lui Philip Niarchos sau Galeria Tate, Londra (F302)                                                           |                |               |
| 385 |  | Pod la Asniers de asemenea Sena cu pod la Clichy                                                                | 1887                         | Muzeul Wallraf-Richartz, Köln, Germania (F303)                                                                                   |                |               |
| 386 |  | Sena cu podul de la Grande Jette                                                                                | 1887                         | Muzeul Van Gogh, Amsterdam (F304)                                                                                                |                |               |
| 387 |  | Intrarea în parcul Voyer d'Argenson din Asnières                                                                | 1887                         | Colecție privată (F305) |                |               |
| 388 |  | Frunziș | 1887                         | Centraal Museum, Utrecht, Olanda (F306)                                                                                          |                |               |
| 389 |  | Copaci și frunziș                                                                                               | 1887                         | Muzeul Van Gogh, Amsterdam (F307)                                                                                                |                |               |
| 390 |  | Frunziș | 1887                         | Muzeul Van Gogh, Amsterdam (F308)                                                                                                |                |               |
| 391 |  | Potecă în pădure                                                                                                | 1887                         | Muzeul Van Gogh, Amsterdam (F309)                                                                                                |                |               |
| 392 |  | Copaci și frunziș                                                                                               | 1887                         | Muzeul Van Gogh, Amsterdam (F309a)                                                                                               |                |               |
| 393 |  | Lan de grâu cu o ciocârlie                                                                                      | 1887                         | Muzeul Van Gogh, Amsterdam (F310)                                                                                                |                |               |
| 394 |  | Marginea unui lan de grâu cu maci (copie alb-negru)                                                             | 1887                         | Colecție privată (F310a) |                |               |
| 395 |  | Vapor pe Sena la Asnieres                                                                                       | 1887                         | Muzeul de arte frumoase din Virginia, Richmond, Virginia (F311)                                                                  |                |               |
| 396 |  | Restaurantul de la Sirène, Asnières                                                                             | 1887                         | Muzeul Ashmolean, Oxford, Anglia (F312)                                                                                          |                |               |
| 397 |  | Restaurantul de la Sirène din Asnières                                                                          | 1887                         | Musée d'Orsay, Paris (F313) |                |               |
| 398 |  | Cuplu în parcul Voyer d'Argenson din Asnieres                                                                   | 1887                         | Muzeul Van Gogh, Amsterdam (F314)                                                                                                |                |               |
| 399 |  | Colț din parcul Voyer d'Argenson din Asnieres                                                                   | 1887                         | Colecție privată (F315) |                |               |
| 400 |  | Grădină de legume în Montmartre: La Butte Montmartre                                                            | 1887                         | Muzeul Van Gogh, Amsterdam (F316)                                                                                                |                |               |
| 401 |  | Fabrici la Asnieres văzute de pe cheiul Clichy                                                                  | 1887                         | Muzeul de Artă Saint Louis, St. Louis, Missouri (F317)                                                                           |                |               |
| 402 |  | Fabrica de la Asnieres                                                                                          | 1887                         | Fundația Barnes, Merion, Pennsylvania (F318)                                                                                     |                |               |
| 403 |  | Autoportret cu model japonez                                                                                    | 1887                         | Kunstmuseum Basel, Elveția (F319)                                                                                                |                |               |
| 404 |  | Autoportret | 1887                         | Musée d'Orsay, Paris (F320) |                |               |
| 405 |  | Exteriorul unui restaurant din Asnieres                                                                         | 1887                         | Muzeul Van Gogh, Amsterdam (F321)                                                                                                |                |               |
| 406 |  | Vază cu lilieci, margarete și anemone                                                                           | 1887                         | Musée d'Art et d'Histoire (Geneva) (F322)                                                                                        |                |               |
| 407 |  | Vază cu margarete și anemone                                                                                    | 1887                         | Muzeul Kröller-Müller, Otterlo (F323)                                                                                            |                |               |
| 408 |  | Vază cu albăstrele și maci                                                                                      | 1887                         | Colecție privată (F324) |                |               |
| 409 |  | Femeie nud întinzându-se                                                                                        | 1887                         | Muzeul Kröller-Müller, Otterlo, Olanda (F328)                                                                                    |                |               |
| 410 |  | Femeie nud întinsă, văzută din spate                                                                            | 1887                         | Colecție privată (F329) |                |               |
| 411 |  | Femeie nud pe un pat                                                                                            | 1887                         | Fundația Barnes, Merion, Pennsylvania (F330)                                                                                     |                |               |
| 412 |  | O pereche de ghete                                                                                              | 1887                         | Muzeul de Artă din Baltimore, Baltimore, Maryland (F333)                                                                         |                |               |
| 413 |  | Natură moartă cu un coș cu brândușe                                                                             | 1887                         | Muzeul Van Gogh, Amsterdam (F334)                                                                                                |                |               |
| 414 |  | Natură moartă cu trei cărți                                                                                     | 1887                         | Muzeul Van Gogh, Amsterdam (F335)                                                                                                |                |               |
| 415 |  | Coș cu bulbi înflorind                                                                                          | 1887                         | Muzeul Van Gogh, Amsterdam (F336)                                                                                                |                |               |
| 416 |  | Ghiveci cu arpagic                                                                                              | 1887                         | Muzeul Van Gogh, Amsterdam (F337)                                                                                                |                |               |
| 417 |  | Natură moartă cu lămâi pe o farfurie                                                                            | 1887                         | Muzeul Van Gogh, Amsterdam (F338)                                                                                                |                |               |
| 418 |  | Natură moartă cu un pahar de absint și o carafă                                                                 | 1887                         | Muzeul Van Gogh, Amsterdam (F339)                                                                                                |                |               |
| 419 |  | Natură moartă cu decantor și lămâi pe o farfurie                                                                | 1887                         | Muzeul Van Gogh, Amsterdam (F340)                                                                                                |                |               |
| 420 |  | Vedere din Paris din camera lui Vincen de pe strada Lepic                                                       | 1887                         | Muzeul Van Gogh, Amsterdam (F341)                                                                                                |                |               |
| 421 |  | Vedere de la geamul lui VIncent                                                                                 | 1887                         | Colecție privată (F341a) |                |               |
| 422 |  | Interiorul unui restaurant                                                                                      | 1887                         | Muzeul Kröller-Müller, Otterlo, Olanda (F342)                                                                                    |                |               |
| 423 |  | Portretul dealerului de artă Alexander Reid                                                                     | 1887                         | Muzeul și Galeria de Artă din Kelvingrove, Glasgow, Scotland (F343)                                                              |                |               |
| 424 |  | Auto-portret | 1887                         | Institutul de Artă din Chicago (F345)                                                                                            |                |               |
| 425 |  | Grădini de legume din Montmartre: La Butte Montmartre                                                           | 1887                         | Muzeul Van Gogh, Amsterdam (F346)                                                                                                |                |               |
| 426 |  | Scenă stradală din Montmartre: Moara din Poivre                                                                 | 1887                         | Muzeul Van Gogh, Amsterdam (F347)                                                                                                |                |               |
| 427 |  | Moara de la Galette                                                                                             | 1887                         | Muzeul de Artă Carnegie, Pittsburgh, Pennsylvania (F348a)                                                                        |                |               |
| 428 |  | Grădini de legume din Montmartre: La Butte Montmartre                                                           | 1887                         | Muzeul Stedelijk, Amsterdam (F350)                                                                                               |                |               |
| 429 |  | La periferia Parisului                                                                                          | 1887                         | Colecție privată (F351) |                |               |
| 430 |  | Mal de râu în timpul primăverii de asemenea Malurile Senei cu podul Clichy                                      | 1887                         | Muzeul de Artă Dallas, Dallas, Texas (F352)                                                                                      |                |               |
| 431 |  | Malurile Senei cu bărci (copie alb-negru)                                                                       | 1887                         | Colecție privată (F353) |                |               |
| 432 |  | Pescuind vara, podul Clichy (Asnières)                                                                          | 1887                         | Art Institute of Chicago (F354)                                                                                                  |                |               |
| 433 |  | Restaurantul Rispal din Asnières                                                                                | 1887                         | Muzeul de Arte Frumoase Nelson-Atkins, Kansas City (F355)                                                                        |                |               |
| 434 |  | Auto-portret | 1887                         | Muzeul Van Gogh, Amsterdam (F356)                                                                                                |                |               |
| 435 |  | Natură moartă cu o grămadă de romane franțuzești și un pahar cu trandafiri (romane pariziene)                   | 1887                         | Colecție privată, Elveția (F359)                                                                                                 |                |               |
| 436 |  | Natură moartă cu statuietă din ghips, un trandafir și două romane                                               | 1887                         | Muzeul Kröller-Müller, Otterlo (F360)                                                                                            |                |               |
| 437 |  | Periferia Parisului: Drum cu un țăran cu o cazma pe umăr                                                        | 1887                         | Colecție privată (F361) |                |               |
| 438 |  | Parcul din Asnieres primăvara                                                                                   | 1887                         | Colecție privată (F362) |                |               |
| 439 |  | Portretul lui Pére Tanguy                                                                                       | 1887                         | Musée Rodin, Paris, Franța (F363)                                                                                                |                |               |
| 440 |  | Femeie stând în iarbă                                                                                           | 1887                         | Colecție privată (F367) |                |               |
| 441 |  | Femeie mergând în grădină                                                                                       | 1887                         | Colecție privată (F368) |                |               |
| 442 |  | Mamă stând pe leagăn, portretul lui Leonie Rose Davy-Charbuy                                                    | 1887                         | Muzeul Van Gogh, Amsterdam (F369)                                                                                                |                |               |
| 443 |  | Agostina Segatori stând în cafeneaua Tambourin                                                                  | 1887                         | Muzeul Van Gogh, Amsterdam (F370)                                                                                                |                |               |
| 444 |  | Japonezerie: Prun înflorit (după Hiroshige) și Prun înflorind                                                   | 1887                         | Muzeul Van Gogh, Amsterdam (F371)                                                                                                |                |               |
| 445 |  | Japonezerie: Pod în ploaie (după Hiroshige)                                                                     | 1887                         | Muzeul Van Gogh, Amsterdam (F372)                                                                                                |                |               |
| 446 |  | Curtezana (după Eisen) și Copie după Eisen                                                                      | 1887                         | Muzeul Van Gogh, Amsterdam (F373)                                                                                                |                |               |
| 447 |  | Natură moartă cu varză roșie și cepe                                                                            | 1887                         | Muzeul Van Gogh, Amsterdam (F374)                                                                                                |                |               |
| 448 |  | Două flori ale soarelui tăiate                                                                                  | 1887                         | Muzeul Metropolitan de Artă, New York (F375)                                                                                     |                |               |
| 449 |  | Două flori ale soarelui tăiate                                                                                  | 1887                         | Kunstmuseum Bern, Elveția (F376)                                                                                                 |                |               |
| 450 |  | Două flori ale soarelui tăiate                                                                                  | 1887                         | Muzeul Van Gogh, Amsterdam (F377)                                                                                                |                |               |
| 451 |  | Natură moartă cu coș cu mere (lui Lucien Pissarro)                                                              | 1887                         | Muzeul Kröller-Müller, Otterlo, Olanda (F378)                                                                                    |                |               |
| 452 |  | Natură moartă cu coș cu mere                                                                                    | 1887–1888                    | Muzeul de Artă Saint Louis, St Louis, Missouri (F379)                                                                            |                |               |
| 453 |  | Autoportret | 1887                         | Muzeul Kröller-Müller, Otterlo, Olanda (F380)                                                                                    |                |               |
| 454 |  | Italiancă (Agostina Segatori)                                                                                   | 1887                         | Musée d'Orsay, Paris (F381) |                |               |
| 455 |  | Natură moartă cu mere, pere, lămâi și struguri                                                                  | 1887                         | Art Institute of Chicago (F382)                                                                                                  |                |               |
| 456 |  | Natură moartă cu struguri, pere și lămâi                                                                        | 1887                         | Muzeul Van Gogh, Amsterdam (F383)                                                                                                |                |               |
| 457 |  | Grădină cu floarea soarelui                                                                                     | 1887                         | Muzeul Van Gogh, Amsterdam (F388v)                                                                                               |                |               |
| 458 |  | Patru flori ale soarelui fără semințe                                                                           | 1887                         | Muzeul Kröller-Müller, Otterlo, Olanda (F452)                                                                                    |                |               |
| 459 |  | Autoportret cu pălărie de paie                                                                                  | 1887                         | Muzeul Van Gogh, Amsterdam, Olanda (F469)                                                                                        |                |               |
| 460 |  | Autoportret cu pălărie de paie și pipă                                                                          | 1887                         | Muzeul Van Gogh, Amsterdam (F524)                                                                                                |                |               |
| 461 |  | Autoportret cu pălărie de paie                                                                                  | 1887                         | Institutul de Artă Detroit, Michigan (F526)                                                                                      |                |               |
| 462 |  | Pășune înflorind                                                                                                | 1887                         | Muzeul Kröller-Müller, Otterlo, Olanda (F583)                                                                                    |                |               |
| 463 |  | Crizanteme și flori sălbatice într-o vază                                                                       | 1887                         | Muzeul Metropolitan de Artă, New York (F588)                                                                                     |                |               |
| 464 |  | Natură moartă cu gutui                                                                                          | 1887                         | Galerie Neue Meister, Dresden, Germania (F602)                                                                                   |                |               |
| 465 |  | Natură moartă cu struguri                                                                                       | 1887                         | Muzeul Van Gogh, Amsterdam (F603)                                                                                                |                |               |
| 466 |  | Casă cu floarea soarelui (copie alb-negru)                                                                      | 1887                         | Colecție privată (F810) |                |               |
| 467 |  | Auto-portrete (creion și cerneală)                                                                              | 1887                         | Muzeul Van Gogh, Amsterdam (F1378r)                                                                                              |                |               |
| 468 |  | Scenă stradală în Montmartre                                                                                    | 1887                         | Colecție privată (fără număr F, JH1240)                                                                                          |                |               |
| 469 |  | Fortificațiile Parisului cu case, acuarelă                                                                      | 1887                         | Galeria de Artă Whitworth, Manchester, EAnglia (F1403)                                                                           |                |               |
| 470 |  | Periferia Parisului în apropiere de Montmartre, acuarelă                                                        | 1887                         | Muzeul Stedelijk, Amsterdam (F1410)                                                                                              |                |               |
| 471 |  | Flori într-o vază albastră                                                                                      | 1887                         | Colecție privată (fără F#) |                |               |
| 472 |  | Portretul lui Père Tanguy                                                                                       | 1887-1888                    | Colecția privată a lui Philip Niarchos sau Galeria Tate, Londra (F364)                                                           |                |               |
| 473 |  | Auto-portret cu pălărie de feltru                                                                               | 1887-1888                    | Muzeul Van Gogh, Amsterdam, Olanda (F344)                                                                                        |                |               |
| 474 |  | Auto-portret cu pălărie de paie                                                                                 | 1887–1888                    | Muzeul Metropolitan de Artă, New York (F365v)                                                                                    |                |               |
| 475 |  | Auto-portret | 1887-1888                    | Colecția Fundației E.G. Bührle, Zürich (F366)                                                                                    |                |               |
| 476 |  | Peisaj cu zăpadă                                                                                                | 1888                         | Muzeul Solomon R. Guggenheim, New York (F290)                                                                                    |                |               |
| 477 |  | Natură moartă: romane franceze                                                                                  | 1888                         | Muzeul Van Gogh, Amsterdam (F358)                                                                                                |                |               |
| 478 |  | Natură moartă: sticlă, portocale și un coș cu lămâi                                                             | 1888                         | Muzeul Kröller-Müller, Otterlo, Olanda (F384)                                                                                    |                |               |
| 479 |  | Natură moartă: Cartofi într-un vas galben                                                                       | 1888                         | Muzeul Kröller-Müller, Otterlo, Olanda (F386)                                                                                    |                |               |
| 480 |  | O măcelărie văzută de la geam                                                                                   | 1888                         | Muzeul Van Gogh, Amsterdam, Olanda (F389)                                                                                        |                |               |
| 481 |  | Bătrână din Arles                                                                                               | 1888                         | Muzeul Van Gogh, Amsterdam, Olanda (F390)                                                                                        |                |               |
| 482 |  | Peisaj înzăpezit cu Arles în fundal                                                                             | 1888                         | Colecție privată, Londra (F391)                                                                                                  |                |               |
| 483 |  | Ramură de migdal înflorită într-un pahar                                                                        | 1888                         | Muzeul Van Gogh, Amsterdam, Olanda (F392)                                                                                        |                |               |
| 484 |  | Ramură de migdal înflorită într-un pahar cu o carte                                                             | 1888                         | Colecție privată (F393) |                |               |
| 485 |  | Piersic roz înflorit (suvenir de Mauve)                                                                         | 1888                         | Muzeul Kröller-Müller, Otterlo, Olanda (F394)                                                                                    |                |               |
| 486 |  | Natură moartă cu coș și șase portocale                                                                          | 1888                         | Colecție privată (F395) |                |               |
| 487 |  | Podul Gleize Bridge peste canalul Vigueirat                                                                     | 1888                         | Colecție privată (F396) |                |               |
| 488 |  | Podul Langlois din Arles cu femei spălând                                                                       | 1888                         | Muzeul Kröller-Müller, Otterlo, Olanda (F397)                                                                                    |                |               |
| 489 |  | Avenue of Plane Trees near Arles Station                                                                        | 1888                         | Musée Rodin, Paris, Franța (F398)                                                                                                |                |               |
| 490 |  | Piersici înflorind                                                                                              | 1888                         | Colecția Continental Art Holdings, Ltd., Johannesburg (F399)                                                                     |                |               |
| 491 |  | Podul Langlois la Arles cu drum de-a lungul canalului                                                           | 1888                         | Muzeul Van Gogh, Amsterdam (F400)                                                                                                |                |               |
| 492 |  | Livada albă | 1888                         | Muzeul Van Gogh, Amsterdam (F403)                                                                                                |                |               |
| 493 |  | Piersic înflorind                                                                                               | 1888                         | Muzeul Van Gogh, Amsterdam, Olanda (F404)                                                                                        |                |               |
| 494 |  | Păr înflorit | 1888                         | Muzeul Van Gogh, Amsterdam (F405)                                                                                                |                |               |
| 495 |  | Livadă și casă cu acoperiș portocaliu (livadă înflorind)                                                        | 1888                         | Colecție privată, Elveția (F406)                                                                                                 |                |               |
| 496 |  | Drum prin câmp cu salcii                                                                                        | 1888                         | Colecție privată (F407) |                |               |
| 497 |  | Fermă în lan de grâu                                                                                            | 1888                         | Muzeul Van Gogh, Amsterdam (F408)                                                                                                |                |               |
| 498 |  | Vedere din Arles cu iriși în fundal (câmp cu flori)                                                             | 1888                         | Muzeul Van Gogh, Amsterdam (F409)                                                                                                |                |               |
| 499 |  | Natură moartă: Ceainic, ceramică și fructe                                                                      | 1888                         | Colecția Basil P. și Elise Goulandris, Lausanne, Elveția (F410)                                                                  |                |               |
| 500 |  | Lan de grâu de asemenea Lan de grâu cu poalele Alpillor în fundal                                               | 1888                         | Muzeul Van Gogh, Amsterdam, Olanda (F411)                                                                                        |                |               |
| 501 |  | Strângerea recoltei de asemenea Strângerea recoltei La Cra, cu Montmajour în fundal                             | 1888                         | Muzeul Van Gogh, Amsterdam, Holland (F412)                                                                                       |                |               |
| 502 |  | Bărci de pescuit pe plaja de la Saintes-Maries                                                                  | 1888                         | Muzeul Van Gogh, Amsterdam, Olanda (F413)                                                                                        |                |               |
| 503 |  | Oceanul - Saintes-Maries-de-la-Mer                                                                              | 1888                         | Muzeul Van Gogh, Amsterdam (F415)                                                                                                |                |               |
| 504 |  | Vedere din Saintes-Maries                                                                                       | 1888                         | Muzeul Kröller-Müller, Otterlo, Olanda (F416)                                                                                    |                |               |
| 505 |  | Peisaj marin la Saintes-Maries (Bărci de pescuit pe mare)                                                       | 1888                         | Muzeul Pușkin, Moscova, Rusia (F417)                                                                                             |                |               |
| 506 |  | Trei case albe în Saintes-Maries                                                                                | 1888                         | Kunsthaus Zürich (F419) |                |               |
| 507 |  | Stradă în Saintes-Maries                                                                                        | 1888                         | Colecție privată (F420) |                |               |
| 508 |  | Semănător cu soarele apunând (semănător în cadranul din dreapta sus)                                            | 1888                         | Muzeul Kröller-Müller, Otterlo, Olanda (F422)                                                                                    |                |               |
| 509 |  | Zuavul | 1888                         | Muzeul Van Gogh, Amsterdam, Olanda (F423)                                                                                        |                |               |
| 510 |  | Zuavul șezând                                                                                                   | 1888                         | Colecție privată (F424) |                |               |
| 511 |  | Căpițe de fân în Provence                                                                                       | iunie 1888                   | Muzeul Kröller-Müller, Otterlo, Olanda (F425)                                                                                    |                |               |
| 512 |  | Podul Trinquetaille peste Ron (vedere a unui râu, chei și pod)                                                  | 1888                         | Colecția Joseph Hackmey, Israel (F426)                                                                                           |                |               |
| 513 |  | Canalul Rubin du Roi cu femeie spălând                                                                          | 1888                         | Colecție privată, New York (F427)                                                                                                |                |               |
| 514 |  | Gazon însorit într-un parc public (Gazon proaspăt tuns cu copac pletos)                                         | 1888                         | Colecție privată, Zürich, Elveția (F428)                                                                                         |                |               |
| 515 |  | Grădină înflorind                                                                                               | 1888                         | Colecție privată (F429) |                |               |
| 516 |  | Grădină înflorind cu cărare                                                                                     | 1888                         | Gemeentemuseum Den Haag, Haga, Olanda (F430)                                                                                     |                |               |
| 517 |  | La Mousmé | 1888                         | National Gallery of Art, Washington, D.C. (F431)                                                                                 |                |               |
| 518 |  | Portretul postașului Joseph Roulin, stând pe un scaun de iută, trei sferturi                                    | la începutul lui august 1888 | Muzeul de Arte Frumoase, Boston, Massachusetts (F432)                                                                            |                |               |
| 519 |  | Portretul postașului Roulin                                                                                     | la începutul lui august 1888 | Institutul de Artă Detroit, Michigan (F433)                                                                                      |                |               |
| 520 |  | Portretul postașului Joseph Roulin                                                                              | 1888                         | Kunstmuseum Winterthur, Elveția (F434)                                                                                           |                |               |
| 521 |  | Postașul Joseph Roulin                                                                                          | aprilie 1888                 | Fundația Barnes, Stația Merion, Pennsylvania (F435)                                                                              |                |               |
| 522 |  | Portretul postașului Joseph Roulin                                                                              | aprilie 1888                 | Muzeul de Artă Modernă, New York, New York (F436)                                                                                |                |               |
| 523 |  | Barje de cărbune                                                                                                | 1888                         | Colecție privată, Maryland (F437)                                                                                                |                |               |
| 524 |  | Barje de cărbune de asemenea Descărcători în Arles                                                              | 1888                         | Museo Thyssen, Madrid, Spania (F438)                                                                                             |                |               |
| 525 |  | Portretul lui Joseph Roulin                                                                                     | 1888                         | Muzeul Kröller-Müller, Otterlo, Olanda (F439)                                                                                    |                |               |
| 526 |  | Bebelușul lui Roulin                                                                                            | 1888                         | National Gallery of Art, Washington D.C. (F440)                                                                                  |                |               |
| 527 |  | Portretul lui Marcelle Roulin                                                                                   | 1888                         | Muzeul Van Gogh, Amsterdam (F441)                                                                                                |                |               |
| 528 |  | Bebelușul Marcelle Roulin                                                                                       | 1888                         | Fundația Socindec, Vaduz, Liechtenstein (F441a)                                                                                  |                |               |
| 529 |  | Portretul lui Patience Escalier (Țăranul bătrân)                                                                | 1888                         | Muzeul Norton Simon, Pasadena, California (F443)                                                                                 |                |               |
| 530 |  | Portretul lui Patience Escalier; oier din Provence                                                              | 1888                         | Colecția Niarchos, Zürich (F444)                                                                                                 |                |               |
| 531 |  | Caravană cu țigani                                                                                              | 1888                         | Musée d'Orsay, Paris, Franța (F445)                                                                                              |                |               |
| 532 |  | Vagoane de tren                                                                                                 | 1888                         | Musée Angladon, Avignon, Franța (F446)                                                                                           |                |               |
| 533 |  | Scaieți | 1888                         | Galeria Tate, Londra (F447) |                |               |
| 534 |  | Doi scaieți | 1888                         | Colecție privată (F447a) |                |               |
| 535 |  | Pictorul mergând la lucru pe drumul din Tarascon                                                                | 1888                         | Mistuit de flăcări în timpul celui de-al Doilea Război Mondial; în trecut în Muzeul Kaiser Friedrich, Magdeburg, Germania (F448) |                |               |
| 536 |  | Rhônebarken de asemenea Chei cu bărbați descîrcând barje de nisip                                               | 1888                         | Muzeul Folkwang , Essen, Germania (F449)                                                                                         |                |               |
| 537 |  | Semănătorul cu soarele apunând (cu trunchi de copac diagonal)                                                   | 1888                         | Colecția Fundației E.G. Bührle, Zürich, Elveția (F450)                                                                           |                |               |
| 538 |  | Semănătorul cu soarele apunând (cu trunchi de copac diagonal) (pe pânză)                                        | 1888                         | Muzeul Van Gogh, Amsterdam, Olanda (F451)                                                                                        |                |               |
| 539 |  | Trei flori ale soarelui în vază                                                                                 | 1888                         | Colecție privată (F453) |                |               |
| 540 |  | Natură moartă: Vază cu cincisprezece flori                                                                      | 1888                         | Galeria Națională, Londra, Anglia (F454)                                                                                         |                |               |
| 541 |  | Natură moartă: Vază cu douăsprezece flori                                                                       | 1888                         | Neue Pinakothek, München (F456)                                                                                                  |                |               |
| 542 |  | Vază cu cinci flori                                                                                             | 1888                         | Distrusă de flăcări la Yokohama, Japonia, 6 august 1945 (F459)                                                                   |                |               |
| 543 |  | O pereche de pantofi vechi                                                                                      | 1888                         | Muzeul Metropolitan de Arta, New York, New York (F461)                                                                           |                |               |
| 544 |  | Portretul lui Eugene Boch                                                                                       | 1888                         | Musée d'Orsay, Paris, Franța (F462)                                                                                              |                |               |
| 545 |  | Cafenea noaptea                                                                                                 | 1888                         | Galeria de Artă a Unviersității Yale, New Haven, Connecticut (F463)                                                              |                |               |
| 546 |  | Casa galbenă | 1888                         | Muzeul Van Gogh, Amsterdam (F464)                                                                                                |                |               |
| 547 |  | Apus: Lan de grâu în apropiere de Arles                                                                         | 1888                         | Kunstmuseum Winterthur, Elveția (F465)                                                                                           |                |               |
| 548 |  | Pietre cu stejar                                                                                                | 1888                         | Muzeul de Arte Frumoase, Houston, Texas (F466)                                                                                   |                |               |
| 549 |  | Terasă de cafenea noaptea                                                                                       | 1888                         | Muzeul Kröller-Müller, Otterlo, Olanda (F467)                                                                                    |                |               |
| 550 |  | Grădina poetului cu arbuști tuns rotund și copac pletos                                                         | 1888                         | Institutul de Artă din Chicago, Chicago, Illinois (F468)                                                                         |                |               |
| 551 |  | Alee în Grădina publică din Arles                                                                               | 1888                         | Muzeul Kröller-Müller, Otterlo, Olanda (F470)                                                                                    |                |               |
| 552 |  | Parcul din Arles cu intrare văzută prin copaci                                                                  | 1888                         | Distrus într-un incendiu din cel de-al Doilea Război Mondial (F471)                                                              |                |               |
| 553 |  | Parcul public din Arles                                                                                         | 1888                         | Colecție privată (F472) |                |               |
| 554 |  | Portretul lui Milliet; Al doilea locotenent al zuavilor                                                         | 1888                         | Muzeul Kröller-Müller, Otterlo, Olanda (F473)                                                                                    |                |               |
| 555 |  | Noapte înstelată peste Ron                                                                                      | 1888                         | Colecția dl. și dna. R. Kahn-Sriber (împrumutat Musée d'Orsay, Paris) (F474)                                                     |                |               |
| 556 |  | Via verde | 1888                         | Muzeul Kröller-Müller, Otterlo, Olanda (F475)                                                                                    |                |               |
| 557 |  | Autoportret (Dedicat lui Paul Gauguin)                                                                          | 1888                         | Muzeul de Artă Harvard, Cambridge, Massachusetts (F476)                                                                          |                |               |
| 558 |  | Portretul mamei artistului                                                                                      | 1888                         | Muzeul Norton Simon, Pasadena, California (F477)                                                                                 |                |               |
| 559 |  | Bordelul | 1888                         | Fundația Barnes, Merion, Pennsylvania (F478)                                                                                     |                |               |
| 560 |  | Diligența de la Tarascon                                                                                        | 1888                         | Fundația Henry și Rose Pearlman, Inc., New York (F478a)                                                                          |                |               |
| 561 |  | Grădina poetului cu un cuplu și un brad albastru (Grădina poetului III)                                         | 1888                         | Colecție privată (F479) |                |               |
| 562 |  | Podul gării peste strada Montmajour, Arles (cu pietoni și căruță trasă de cai)                                  | 1888                         | Colecție privată (F480) |                |               |
| 563 |  | Podul Trinqueataille                                                                                            | 1888                         | Colecție privată (F481) |                |               |
| 564 |  | Dormitor în Arles                                                                                               | 1888                         | Muzeul Van Gogh, Amsterdam (F482)                                                                                                |                |               |
| 565 |  | Dormitor în Arles                                                                                               | 1889                         | Art Institute of Chicago (F484)                                                                                                  |                |               |
| 566 |  | Îndrăgostiții: Grădina poetului IV                                                                              | 1888                         | Locație necunoscută, furat în 1937 (F485)                                                                                        |                |               |
| 567 |  | Frunze de toamnă căzând (Les Alyscamps)                                                                         | 1888                         | Muzeul Kröller-Müller, Otterlo, Olanda (F486)                                                                                    |                |               |
| 568 |  | Frunze de toamnă căzând (Les Alyscamps)                                                                         | 1888                         | Colecție privată (F487) |                |               |
| 569 |  | L'Arlesienne: Doamna Ginoux cu cărți                                                                            | 1888                         | Muzeul Metropolitan de Artă, New York, New York (F488)                                                                           |                |               |
| 570 |  | L'Arlesienne: Portretul doamnei Ginoux                                                                          | 1888                         | Musée d'Orsay, Paris, Franța (F489)                                                                                              |                |               |
| 571 |  | Portretul doamnei Augustine Roulin și a bebelușului Marcelle                                                    | 1888                         | Philadelphia Museum of Art, Pennsylvania (F490)                                                                                  |                |               |
| 572 |  | Mama Roulin cu bebelușul ei                                                                                     | 1888                         | Muzeul Metropolitan de Artă, New York, New York (F491)                                                                           |                |               |
| 573 |  | Portretul lui Armand Roulin                                                                                     | 1888                         | Muzeul Folkwang, Essen (F492) |                |               |
| 574 |  | Portretul lui Armand Roulin                                                                                     | 1888                         | Muzeul Boijmans Van Beuningen, Rotterdam (F493)                                                                                  |                |               |
| 575 |  | Semănătorul (van Gogh)                                                                                          | 1888                         | Villa Flora, Winterthur, Elveția (F494)                                                                                          |                |               |
| 576 |  | Via Roșie | 1888                         | Muzeul Pușkin, Moscova din fosta colecție a lui Anna Boch (F495)                                                                 |                |               |
| 577 |  | Memoria grădinii la Etten (Doamne din Arles)                                                                    | 1888                         | Ermitaj, St. Petersburg, Rusia (F496)                                                                                            |                |               |
| 578 |  | Cititoarea de romane                                                                                            | 1888                         | Colecție privată (F497) |                |               |
| 579 |  | Scaunul lui Vincent cu pipă                                                                                     | 1888                         | Galeria Națională de Artă a Londrei, Anglia (F498)                                                                               |                |               |
| 580 |  | Scaunul lui Paul Gauguin                                                                                        | 1888                         | Muzeul Van Gogh, Amsterdam (F499)                                                                                                |                |               |
| 581 |  | Auto-portret (Fundal verde, profil 3/4)                                                                         | 1888                         | Colecție privată (F501) |                |               |
| 582 |  | Portretul doamnei Augustine Roulin                                                                              | 1888                         | Colecția Oskar Reinhart, Winterthur, Elveția (F503)                                                                              |                |               |
| 583 |  | La Berceuse (Augustine Roulin)                                                                                  | decembrie 1888               | Muzeul Kröller-Müller, Otterlo, Olanda (F504)                                                                                    |                |               |
| 584 |  | Livadă înflorind                                                                                                | 1888                         | Muzeul Van Gogh, Amsterdam (F511)                                                                                                |                |               |
| 585 |  | Livadă înconjurată de chiparoșu                                                                                 | 1888                         | Muzeul Kröller-Müller, Otterlo, Olanda (F513)                                                                                    |                |               |
| 586 |  | Vedere a Arlesului cu copaci înflorind                                                                          | 1889                         | Muzeul Van Gogh, Amsterdam (F515)                                                                                                |                |               |
| 587 |  | Autoportret ca artist                                                                                           | 1888                         | Muzeul Van Gogh, Amsterdam (F522)                                                                                                |                |               |
| 588 |  | Autoportret cu pipă și pălărie de paie                                                                          | 1888                         | Muzeul Van Gogh, Amsterdam, Olanda (F524)                                                                                        |                |               |
| 589 |  | Portretul unui bărbat cu un ochi                                                                                | 1888                         | Muzeul Van Gogh, Amsterdam (F532)                                                                                                |                |               |
| 590 |  | Portretul lui Joseph-Michel Ginoux de asemenea Portretul unui bărbat                                            | 1888                         | Muzeul Kröller-Müller, Otterlo, Olanda (F533)                                                                                    |                |               |
| 591 |  | Fumătorul | 1888                         | Fundația Barnes, Merion, Pennsylvania (F534)                                                                                     |                |               |
| 592 |  | Fată cu păr ciufulit                                                                                            | 1888                         | Musée des Beaux-Arts, La-Chaux-de-Fonds, Elveția (F535)                                                                          |                |               |
| 593 |  | Tânăr cu bască (Armand Roulin)                                                                                  | 1888                         | Colecție privată, Zürich, Elveția (F536)                                                                                         |                |               |
| 594 |  | Portretul lui Camille Roulin                                                                                    | 1888                         | Philadelphia Museum of Art, Pennsylvania (F537)                                                                                  |                |               |
| 595 |  | Portretul lui Camille Roulin                                                                                    | 1888                         | Muzeul Van Gogh, Amsterdam (F538)                                                                                                |                |               |
| 596 |  | Doi îndrăgostiți (Fragment)                                                                                     | 1888                         | Locație necunoscută (F544) |                |               |
| 597 |  | Arles: Vedere din lanul de grâu                                                                                 | 1888                         | Musée Rodin, Paris, Franța (F545)                                                                                                |                |               |
| 598 |  | Paul Gauguin (bărbat cu beretă roșie)                                                                           | 1888                         | Muzeul Van Gogh, Amsterdam (F546)                                                                                                |                |               |
| 599 |  | Sală de dans din Arles                                                                                          | 1888                         | Musée d'Orsay, Paris, Franța (F547)                                                                                              |                |               |
| 600 |  | Les Arènes (Spectatori din Arena din Arles)                                                                     | 1888                         | Ermitaj, St. Petersburg, Rusia (F548)                                                                                            |                |               |
| 601 |  | Interiorul restaurantului Carrel din Arles                                                                      | 1888                         | Colecție privată (F549) |                |               |
| 602 |  | Interiorul unui restaurant din Arles                                                                            | 1888                         | Colecție privată (F549a) |                |               |
| 603 |  | Moara cea veche, 1888                                                                                           | 1888                         | Galeria de artă Albright-Knox, Buffalo, New York (F550)                                                                          |                |               |
| 604 |  | Livadă cu piersici înflorind                                                                                    | 1888                         | Colecție privată (F551) |                |               |
| 605 |  | Livadă înflorind (cireș)                                                                                        | 1888                         | Muzeul Metropolitan de Artă, New York (F552)                                                                                     |                |               |
| 606 |  | Livadă înflorind (prun)                                                                                         | 1888                         | Galeria Națională a Scoției, Edinburgh, Scoția (F553)                                                                            |                |               |
| 607 |  | Livadă înflorind, înconjurată de chiparoși                                                                      | 1888                         | Colecție privată, New York (F554)                                                                                                |                |               |
| 608 |  | Piersici înfloriți de asemenea Copaci roz                                                                       | 1888                         | Muzeul Van Gogh, Amsterdam, Olanda (F555)                                                                                        |                |               |
| 609 |  | Piersici înflorind                                                                                              | 1888                         | Colecție privată, Johannesburg (F556)                                                                                            |                |               |
| 610 |  | Migdal înflorit                                                                                                 | 1888                         | Muzeul Van Gogh, Amsterdam (F557)                                                                                                |                |               |
| 611 |  | Strângerea recoltei în Provence                                                                                 | 1888                         | Muzeul Israel, Ierusalim (F558)                                                                                                  |                |               |
| 612 |  | Căpițe de fân cu secerători                                                                                     | 1888                         | Muzeul de Artă din Toledo, Ohio (F559)                                                                                           |                |               |
| 613 |  | Câmpi de fân cu snopi, Arles                                                                                    | 1888                         | Academia de Artă din Honolulu, Honolulu, Hawaii (F561)                                                                           |                |               |
| 614 |  | Grâu verde | 1888                         | Muzeul Israel, Jerusalem (F562)                                                                                                  |                |               |
| 615 |  | Lan de grâu | 1888                         | Fundația P. și N. de Boer, Amsterdam (F564)                                                                                      |                |               |
| 616 |  | Fermă în Provence, de asemenea Poarta de intrare spre fermă cu căpițe                                           | 1888                         | Galeria Națională de Artă, Washington, D.C. (F565)                                                                               |                |               |
| 617 |  | Intrare în Parcul Public din Arles (Bărbat citind un ziar în grădina publică)                                   | 1888                         | Colecția Phillips, Washington, D.C. (F566)                                                                                       |                |               |
| 618 |  | Lan în apropiere de Arles                                                                                       | 1888                         | Pommersches Landesmuseum, Greifswald, Germania (F567)                                                                            |                |               |
| 619 |  | Les Alyscamps                                                                                                   | 1888                         | Colecția Basil P. și Elise Goulandris, Lausanne, Elveția (F568)                                                                  |                |               |
| 620 |  | Aleea din Alyscamps                                                                                             | 1888                         | Colecția Niarchos, Zürich (F569)                                                                                                 |                |               |
| 621 |  | Podul Langlois din Arles, și femeie cu o umbrelă                                                                | 1888                         | Muzeul Wallraf-Richartz, Köln, Germania (F570)                                                                                   |                |               |
| 622 |  | Podul Langlois din Arles                                                                                        | 1888                         | Colecție privată (F571) |                |               |
| 623 |  | Salcii cu soarele apunând                                                                                       | 1888                         | Muzeul Kröller-Müller, Otterlo, Olanda (F572)                                                                                    |                |               |
| 624 |  | Trunchiul unei tise bătrâne                                                                                     | 1888                         | Colecție privată (F573) |                |               |
| 625 |  | Câmp arat | 1888                         | Muzeul Van Gogh, Amsterdam (F574)                                                                                                |                |               |
| 626 |  | Peisaj sub un cer furtunos                                                                                      | 1888                         | Fundația Pierre Gianadda, Martigny, Elveția, împrumutat de la Fundația Socindec, Vaduz, Liechtenstein (F575)                     |                |               |
| 627 |  | Semănătorul: Periferia Arlesului în fundal                                                                      | 1888                         | Muzeul Hammer, Los Angeles (F575a)                                                                                               |                |               |
| 628 |  | Fermă în lan de grâu în apropiere de Arles                                                                      | 1888                         | Fundația P. și N. de Boer, Amsterdam, Olanda sau Muzeul Van Gogh, Amsterdam, Olanda (F576)                                       |                |               |
| 629 |  | Grădină cu flori (în spatele unei case)                                                                         | 1888                         | Colecție privată (F578) |                |               |
| 630 |  | Natură moartă: Bol cu margarete (Ghiveci cu floare înflorită) (copie alb-negru)                                 | 1888                         | Muzeul de Arte Frumoase Virginia, Richmond, Virginia (F591)                                                                      |                |               |
| 631 |  | Natură moartă: Vase cu cârciumărese                                                                             | 1888                         | Colecție privată (F592) |                |               |
| 632 |  | Natură moartă: Borcan din majolică cu oleandru și cărți                                                         | 1888                         | Muzeul Metropolitan de Artă, New York, New York (F593)                                                                           |                |               |
| 633 |  | Natură moartă: Vază cu oleandru                                                                                 | 1888                         | Locație necunoscută, posibil furat (F594)                                                                                        |                |               |
| 634 |  | Natură moartă: Ulcior din majolică cu flori sălbatice                                                           | 1888                         | Fundația Barnes, Merion, Pennsylvania (F600)                                                                                     |                |               |
| 635 |  | O pereche de saboți de piele                                                                                    | 1888                         | Muzeul Van Gogh, Amsterdam, Olanda (F607)                                                                                        |                |               |
| 636 |  | Școlar cu bască de uniformă (Camille Roulin)                                                                    | 1888                         | Muzeul de Artă Sâo Paulo, San Paulo, Brazilia (F665)                                                                             |                |               |
| 637 |  | Casa lui Vincent din Arles, (Casa galbenă), acuarelă                                                            | 1888                         | Muzeul Van Gogh, Amsterdam (F1413)                                                                                               |                |               |
| 638 |  | Femeie bretonă și copii (după Émile Bernard, acuarelă)                                                          | noiembrie 1888               | Galleria d'Arte Moderna, Milano, Italia (F1422)                                                                                  |                |               |
| 639 |  | Podul Langlois la Arles, acuarelă                                                                               | 1888                         | Colecție privată (F1480) |                |               |
| 640 |  | Lan de fân cu căpițe                                                                                            | 1888                         | Colecție privată (fără număr de catalog F, JH 1478)                                                                              |                |               |
| 641 |  | Natură moartă: Farfurie cu doi heringi roșii                                                                    | 1889                         | Colecție privată (F283a) |                |               |
| 642 |  | Doi fluturi albi                                                                                                | 1889                         | Muzeul Van Gogh, Amsterdam (F402)                                                                                                |                |               |
| 643 |  | Natură moartă: Vază cu doisprezece flori                                                                        | 1889                         | Muzeul de Artă Philadelphia, Philadelphia, Pennsylvania (F455)                                                                   |                |               |
| 644 |  | Natură moartă: Vază cu cincisprezece flori                                                                      | 1889                         | Muzeul de Artă Sompo Japonia, Tokyo, Japonia (F457)                                                                              |                |               |
| 645 |  | Natură moartă: Vază cu cincisprezece flori                                                                      | 1889                         | Muzeul Van Gogh, Amsterdam, Olanda (F458)                                                                                        |                |               |
| 646 |  | Iarbă și fluturi                                                                                                | 1889                         | Colecție privată (F460) |                |               |
| 647 |  | Dormitor în Arles                                                                                               | 1889                         | Musée d'Orsay, Paris (F483) |                |               |
| 648 |  | Portretul doctorului Felix Rey                                                                                  | 1889                         | Muzeul Pușkin, Rusia (F500) |                |               |
| 649 |  | Natură moartă: Mănuși albastre și coș cu portocale și lămâi                                                     | 1889                         | Colecție privată (F502) |                |               |
| 650 |  | La Berceuse (Femeie dându-se în leagăn; Augustine-Alix Pellicot Roulin)                                         | 1889                         | Muzeul Metropolitan de Artă, New York (F505)                                                                                     |                |               |
| 651 |  | La Berceuse (Augustine Roulin)                                                                                  | 1889                         | Muzeul Stedelijk, Amsterdam (F507)                                                                                               |                |               |
| 652 |  | Doamna Roulin dându-se în leagăn (La Berceuse)                                                                  | 1889                         | Institutul de Artă din Chicago (F508)                                                                                            |                |               |
| 653 |  | Natură moartă: Heringi pe o bucată de foaie galbenă                                                             | 1889                         | Colecție privată (F510) |                |               |
| 654 |  | Crau cu piersici înfloriți                                                                                      | 1889                         | Galeria Institutului Courtauld, Londra, Anglia (F514)                                                                            |                |               |
| 655 |  | Vedere din Arles, Livezi înflorite                                                                              | 1889                         | Neue Pinakothek, München, Germania (F516)                                                                                        |                |               |
| 656 |  | Castani roșii în Parcul Public din Arles (copie alb-negru)                                                      | 1889                         | Colecție privată (F517) |                |               |
| 657 |  | Curtea spitalului din Arles                                                                                     | 1889                         | Colecția Oskar Reinhart ‘Am Römerholz’, Winterthur, Elveția (F519)                                                               |                |               |
| 658 |  | Salcii tăiate                                                                                                   | 1889                         | Galeria Tate, Londra (F520) |                |               |
| 659 |  | Auto-portret fără barbă de asemenea Portrait de l'artiste sans barbe †                                          | 1889                         | Colecție privată (F525) |                |               |
| 660 |  | Auto-portret cu ureche bandajată                                                                                | 1889                         | Institutul de Artă Courtauld, Londra (F527)                                                                                      |                |               |
| 661 |  | Auto-portret cu ureche bandajată și pipă                                                                        | 1889                         | Galeria Tate, Londra (F529) |                |               |
| 662 |  | Portretul unui țăran tânăr                                                                                      | 1889                         | Muzeul de Artă Modernă, Roma, Italia (F531)                                                                                      |                |               |
| 663 |  | Lilieci | 1889                         | Ermitaj, St. Petersburg, Rusia (F579)                                                                                            |                |               |
| 664 |  | Trandafiri | 1889                         | Muzeul Național de Artă din Vest, Tokyo (F580)                                                                                   |                |               |
| 665 |  | Câmp cu maci | 1889                         | Kunsthalle Bremen, Bremen, Germania (F581)                                                                                       |                |               |
| 666 |  | Smocuri de iarbă                                                                                                | 1889                         | Colecție privată (F582) |                |               |
| 667 |  | Câmp cu flori galbene                                                                                           | 1889                         | Kunstmuseum Winterthur, Elveția (F584)                                                                                           |                |               |
| 668 |  | Livadă de măslini                                                                                               | mijlocul lunii iunie 1889    | Muzeul Kröller-Müller, Otterlo, Olanda (F585)                                                                                    |                |               |
| 669 |  | Livadă de măslini: Cer portocaliu                                                                               | noiembrie 1889               | Muzeul de Artă Göteborg, Göteborg, Suedia (F586)                                                                                 |                |               |
| 670 |  | Livadă de măslini cu bărbat și femeie strângând fructe                                                          | decembrie 1889               | Muzeul Kröller-Müller, Otterlo, Olanda (F587)                                                                                    |                |               |
| 671 |  | Irisul | 1889                         | Galeria Națională a Canadei, Ottawa, Canada (F601)                                                                               |                |               |
| 672 |  | Natură moartă: tablă de desen, pipă, farfurie cu cepe, „Annuaire de la Santé”, și ceară de sigilat              | 1889                         | Muzeul Kröller-Müller, Otterlo, Olanda (F604)                                                                                    |                |               |
| 673 |  | Crab pe spate (răsturnat)                                                                                       | 1889                         | Muzeul Van Gogh, Amsterdam, Olanda (F605)                                                                                        |                |               |
| 674 |  | Doi crabi | 1889                         | Muzeul de Arte Frumoase Faggionato, Londra (F606)                                                                                |                |               |
| 675 |  | Irișii † | 1889                         | Muzeul Getty, Los Angeles (F608)                                                                                                 |                |               |
| 676 |  | Iederă (Un colț din grădina spitalului Sfântul Paul)                                                            | 1889                         | Locație necunoscută (F609) |                |               |
| 677 |  | Marea Molie Păun                                                                                                | 1889                         | Muzeul Van Gogh, Amsterdam, Olanda (F610)                                                                                        |                |               |
| 678 |  | Peisaj muntos în spatele spitalului Sfântul Paul                                                                | 1889                         | Ny Carlsberg Glyptotek, Copenhaga, Danemarca (F611)                                                                              |                |               |
| 679 |  | Noapte înstelată                                                                                                | 1889                         | Museum of Modern Art, New York City (F612)                                                                                       |                |               |
| 680 |  | Chiparoși | 1889                         | Muzeul Metropolitan de Artă, New York, New York (F613)                                                                           |                |               |
| 681 |  | Lan de grâu, cu chiparoși                                                                                       | septembrie 1889              | Galeria Națională, Londra, Anglia (F615)                                                                                         |                |               |
| 682 |  | Lan de grâu cu semănător și soare                                                                               | iunie-septembrie 1889        | Muzeul Kröller-Müller, Otterlo, Olanda (F617)                                                                                    |                |               |
| 683 |  | Lan de grâu cu semănător                                                                                        | septembrie 1889              | Muzeul Van Gogh, Amsterdam, Olanda (F618)                                                                                        |                |               |
| 684 |  | Lan de grâu din spatele spitalului Sfântul Paul cu semănător                                                    | septembrie 1889              | Muzeul Folkwang, Essen, Germania (F619)                                                                                          |                |               |
| 685 |  | Chiparoși cu două figuri feminine                                                                               | 1889                         | Muzeul Kröller-Müller, Otterlo, Olanda (F620)                                                                                    |                |               |
| 686 |  | Munții din Saint-Rémy                                                                                           | 1889                         | Muzeul Solomon R. Guggenheim, New York (F622)                                                                                    |                |               |
| 687 |  | Corturi înconjurate de măslini și chiparoși                                                                     | 1889                         | Muzeul Van Gogh, Amsterdam (F623)                                                                                                |                |               |
| 688 |  | Jumătate din figura unui înger (după Rembrandt)                                                                 | 1889                         | Locație necunoscută (F624) |                |               |
| 689 |  | Câmp cu plugar                                                                                                  | 1889                         | Colecție privată (F625) |                |               |
| 690 |  | Autoportret | 1889                         | National Gallery of Art, Washington, D.C. (F626)                                                                                 |                |               |
| 691 |  | Autoportret | 1889                         | Musée d'Orsay, Paris, Franța (F627)                                                                                              |                |               |
| 692 |  | Portretul lui Trabuc; Șef de secție la spitalul Sfântul Paul                                                    | 1889                         | Kunstmuseum Solothurn, Solothrun, Elveția (F629)                                                                                 |                |               |
| 693 |  | Pietà (după Delacroix)                                                                                          | 1889                         | Muzeul Van Gogh, Amsterdam, Olanda (F630)                                                                                        |                |               |
| 694 |  | Portretul doamnei Trabuc (copie alb-negru)                                                                      | 1889                         | Ermitaj, St. Petersburg, Rusia (F631)                                                                                            |                |               |
| 695 |  | Tunzătorii de oi (după Millet)                                                                                  | 1889                         | Muzeul Van Gogh, Amsterdam, Olanda (F634)                                                                                        |                |               |
| 696 |  | Intrare într-o carieră din apropiere de Saint-Remy                                                              | 1889                         | Colecție privată (F635) |                |               |
| 697 |  | Dud (Van Gogh)                                                                                                  | 1889                         | Muzeul Norton Simon, Pasadena, California (F637)                                                                                 |                |               |
| 698 |  | Doi plopi pe drumuri printre dealuri                                                                            | 1889                         | Muzeul de Artă din Cleveland, Cleveland, Ohio (F638)                                                                             |                |               |
| 699 |  | Grădina spitalului Sfântul Paul                                                                                 | octombrie 1889               | Colecție privată (F640) |                |               |
| 700 |  | Peisaj din Saint-Rémy (Câmp cu țăran)                                                                           | 1889                         | Muzeul de Artă din Indianapolis, Indianapolis, Indiana (F641)                                                                    |                |               |
| 701 |  | Curtea spitalului de la Arles                                                                                   | 1889                         | Colecție privată (F642) |                |               |
| 702 |  | Copaci din grădina de la intrarea în spitalul Sfântul Paul                                                      | 1889                         | Muzeul Hammer, Los Angeles, California (F643)                                                                                    |                |               |
| 703 |  | Bărbatul e pe mare (după Demont-Breton)                                                                         | 1889                         | Colecție privată (F644) |                |               |
| 704 |  | The Ravine (Les Peiroulets)                                                                                     | 1889                         | Muzeul Van Gogh, Amsterdam, Olanda (F645)                                                                                        |                |               |
| 705 |  | Salon din spitalul din Arles                                                                                    | 1889                         | Colecția Oskar Reinhart 'Am Römerholz', Winterthur, Elveția (F646)                                                               |                |               |
| 706 |  | Amiaza: Îngrijirea (după Millet)                                                                                | 1889                         | Muzeul Van Gogh, Amsterdam, Olanda (F647)                                                                                        |                |               |
| 707 |  | Doi țărani săpând (după Millet)                                                                                 | 1889                         | Muzeul Stedelijk, Amsterdam, Olanda (F648)                                                                                       |                |               |
| 708 |  | Amiază: sfârșitul zilei (după Millet)                                                                           | 1889                         | Muzeul de Artă Menard, Aichi, Japonia (F649)                                                                                     |                |               |
| 709 |  | Câmp cuprins de ploaie                                                                                          | 1889                         | Muzeul de Artă din Philadelphia, Philadelphia, Pennsylvania (F650)                                                               |                |               |
| 710 |  | Plimbare: Frunze căzând de asemenea Bărbat mergând prin pădure cu frunze căzând                                 | 1889                         | Muzeul Van Gogh, Amsterdam, Olanda (F651)                                                                                        |                |               |
| 711 |  | Pini bătuți de vreme într-un cer roșu cu soarele apunând                                                        | 1889                         | Muzeul Kröller-Müller, Otterlo, Olanda (F652)                                                                                    |                |               |
| 712 |  | Spitalul din Saint-Remy                                                                                         | 1889                         | Musée d'Orsay, Paris, Franța (F653)                                                                                              |                |               |
| 713 |  | Strângerea de măsline                                                                                           | decembrie 1889               | Locație necunoscută (F654) |                |               |
| 714 |  | Femei strângând măsline                                                                                         | decembrie 1889               | Muzeul Metropolitan de Artă, New York (F655)                                                                                     |                |               |
| 715 |  | Femei strângând măsline                                                                                         | decembrie 1889               | Galeria Națională de Artă, Washington D.C. (F656)                                                                                |                |               |
| 716 |  | Reparatori de drum la Saint-Rémy                                                                                | 1889                         | Muzeul de Artă din Cleveland, Ohio (F657)                                                                                        |                |               |
| 717 |  | Reparatori de drum                                                                                              | 1889                         | Colecția Phillips, Washington, D.C. (F658)                                                                                       |                |               |
| 718 |  | Un colț al spitalului Sfântul Paul                                                                              | 1889                         | Muzeul Van Gogh, Amsterdam (F659)                                                                                                |                |               |
| 719 |  | Un colț al spitalului Sfântul Paul                                                                              | 1889                         | Muzeul Folkwang, Essen, Germania (F660)                                                                                          |                |               |
| 720 |  | Chei (Les Peiroulets)                                                                                           | 1889                         | Muzeul Kröller-Müller, Otterlo, Olanda (F661)                                                                                    |                |               |
| 721 |  | Chei (Les Peiroulets)                                                                                           | 1889                         | Muzeul de Arte Frumoase, Boston (F662)                                                                                           |                |               |
| 722 |  | Peisaj cu măslini și munți în fundal                                                                            | decembrie 1889               | Locație necunoscută (F663) |                |               |
| 723 |  | Căsuța albă dintre măslini                                                                                      | decembrie 1889               | Colecție privată, Japonia (F664)                                                                                                 |                |               |
| 724 |  | Cosașul (după Millet)                                                                                           | 1889                         | Colecție privată (F688) |                |               |
| 725 |  | Semănătorul (după Millet)                                                                                       | 1889                         | Muzeul Kröller-Müller, Otterlo, Olanda (F689)                                                                                    |                |               |
| 726 |  | Semănătorul (după Millet)                                                                                       | 1889                         | Niarchos Collection, Zürich (F690)                                                                                               |                |               |
| 727 |  | Treierătorul (după Millet)                                                                                      | 1889                         | Muzeul Van Gogh, Amsterdam (F692)                                                                                                |                |               |
| 728 |  | Legătorul de snopi (după Millet)                                                                                | 1889                         | Muzeul Van Gogh, Amsterdam, Olanda (F693)                                                                                        |                |               |
| 729 |  | Femeie torcând (după Millet)                                                                                    | 1889                         | Colecția Sara și Moshe Mayer, Geneva, Elveția (F696)                                                                             |                |               |
| 730 |  | Țărancă tăind paie (după Millet)                                                                                | 1889                         | Muzeul Van Gogh, Amsterdam (F697)                                                                                                |                |               |
| 731 |  | Țărancă cu furcă (după Millet) (copie alb-negru)                                                                | 1889                         | Colecție privată (F698) |                |               |
| 732 |  | Ciobănița (după Millet)                                                                                         | 1889                         | Muzeul de Artă din Tel Aviv, Israel (F699)                                                                                       |                |               |
| 733 |  | Țărancă legând snopi (după Millet)                                                                              | 1889                         | Muzeul Van Gogh, Amsterdam, Olanda (F700)                                                                                        |                |               |
| 734 |  | Doi săpători printre copaci                                                                                     | 1889                         | Institutul de Artă din Detroit, Detroit, Michigan (F701)                                                                         |                |               |
| 735 |  | Portretul unui pacient de la spitalul Sfântul Paul                                                              | 1889                         | Muzeul Van Gogh, Amsterdam, Olanda (F703)                                                                                        |                |               |
| 736 |  | Câmp cu plugar                                                                                                  | octombrie 1889               | Muzeul de Arte Frumoase, Boston, Massachusetts (F706)                                                                            |                |               |
| 737 |  | Livadă de măslini                                                                                               | noiembrie 1889               | Muzeul Van Gogh, Amsterdam, Olanda (F707)                                                                                        |                |               |
| 738 |  | Livadă de măslini                                                                                               | noiembrie 1889               | Muzeul Metropolitan de Artă, New York (F708)                                                                                     |                |               |
| 739 |  | Măslini: cer albastru senin                                                                                     | iunie 1889                   | Muzeul Van Gogh, Amsterdam, Olanda (709)                                                                                         |                |               |
| 740 |  | Măslini cu cer galben și soare                                                                                  | noiembrie 1889               | Institutul de Artă din Minneapolis, Minnesota (F710)                                                                             |                |               |
| 741 |  | Măslini | 1889                         | Colecție privată (F711) |                |               |
| 742 |  | Măslini într-un fundal muntean (cu Alpii pe fundal)                                                             | iunie 1889                   | Museum of Modern Art, New York, New York (F712)                                                                                  |                |               |
| 743 |  | Măslini | noiembrie 1889               | Galeria Națională a Scoției, Edinburgh (F714)                                                                                    |                |               |
| 744 |  | Livadă de măslini                                                                                               | iunie 1889                   | Muzeul de Artă Nelson-Atkins, Kansas City, Missouri (F715)                                                                       |                |               |
| 745 |  | Măslini pe panta unui deal                                                                                      | 1889                         | Muzeul Van Gogh, Amsterdam (F716)                                                                                                |                |               |
| 746 |  | Câmp de grâu cu chiparoși                                                                                       | 1889                         | Muzeul Metropolitan de Artă, New York (F717)                                                                                     |                |               |
| 747 |  | Câmp de grâu verde                                                                                              | 1889                         | Kunsthaus Zürich (F718) |                |               |
| 748 |  | Câmp de grâu verde cu chiparoși                                                                                 | 1889                         | Galeria Národní, Praga, Cehia (F719)                                                                                             |                |               |
| 749 |  | Câmp de grâu cu soare răsărind                                                                                  | 1889                         | Muzeul Kröller-Müller, Otterlo, Olanda (F720)                                                                                    |                |               |
| 750 |  | Câmp de grâu într-un fundal muntean                                                                             | 1889                         | Muzeul Kröller-Müller, Otterlo, Olanda (F721)                                                                                    |                |               |
| 751 |  | Câmp de grâu din spatele spitalului Sfântul Paul din San Rémy                                                   | noiembrie 1889               | Muzeul de Arte Frumoase din Virginia, Richmond, Virginia (F722)                                                                  |                |               |
| 752 |  | La poalele munților sau Câmp cu copaci cu vârful tăiat pe fundal montan (copie alb-negru)                       | 1889                         | Muzeul Van Gogh, Amsterdam (F723)                                                                                                |                |               |
| 753 |  | Le Mont Gaussier cu Mas de Saint-Paul (muntele Gaussier cu casa de piatră din Saint-Paul) (copie alb-negru)     | 1889                         | Colecție privată (F725) |                |               |
| 754 |  | Peisaj în vecinătatea Saint-Rémy                                                                                | 1889                         | Locație necunoscută, furat în 1989 (F726)                                                                                        |                |               |
| 755 |  | Vale cu plugar văzută de sus (copie alb-negru)                                                                  | 1889                         | Ermitaj, St. Petersberg, Rusia (F727)                                                                                            |                |               |
| 756 |  | Un drum la Saint-Remy cu o figură feminină                                                                      | 1889                         | Muzeul de Artă Kasama Nichido, Ibaraki, Japonia (F728)                                                                           |                |               |
| 757 |  | Grădina spitalului Saint-Paul                                                                                   | octombrie 1889               | Colecție privată (F730) |                |               |
| 758 |  | Copaci în grădina spitalului Saint-Paul                                                                         | octombrie 1889               | Colecție privată (F731) |                |               |
| 759 |  | Bancă din piatră în grădina spitalului Saint-Paul                                                               | 1889                         | Muzeul de Artă São Paulo Brazilia (F732)                                                                                         |                |               |
| 760 |  | Potecă printre pini cu figură în grădina spitalului Saint-Paul                                                  | 1889                         | Muzeul Kröller-Müller, Otterlo, Olanda (F733)                                                                                    |                |               |
| 761 |  | Grădina spitalului Saint-Paul                                                                                   | mai 1889                     | Muzeul Kröller-Müller, Otterlo (F734)                                                                                            |                |               |
| 762 |  | Peisaj cu snopi de grâu și luna în creștere                                                                     | 1889                         | Muzeul Kröller-Müller, Otterlo, Olanda (F735)                                                                                    |                |               |
| 763 |  | Câmp închis cu soare răsare vezi și Saint-Remy, Câmpul de grâu, Toamnă și iarnă                                 | 1889                         | Colecție privată (F737) |                |               |
| 764 |  | Câmp cu doi iepuri                                                                                              | 1889                         | Muzeul Van Gogh, Amsterdam (F739)                                                                                                |                |               |
| 765 |  | Studiul pinilor în grădina spitalului Saint-Paul                                                                | 1889                         | Muzeul Kröller-Müller, Otterlo, Olanda (F742)                                                                                    |                |               |
| 766 |  | Câmpuri de grâu cu chiparoși                                                                                    | septembrie 1889              | Galeria Tate, Londra, Anglia (F743)                                                                                              |                |               |
| 767 |  | Intrare într-o carieră                                                                                          | 1889                         | Muzeul Van Gogh, Amsterdam, Olanda (F744)                                                                                        |                |               |
| 768 |  | Desiș cu iederă                                                                                                 | 1889                         | Muzeul Van Gogh, Amsterdam (F745)                                                                                                |                |               |
| 769 |  | Desiș cu iederă                                                                                                 | 1889                         | Muzeul Van Gogh, Amsterdam (F746)                                                                                                |                |               |
| 770 |  | Trunchiuri de copaci cu iederă                                                                                  | 1889                         | Muzeul Kröller-Müller, Otterlo, Olanda (F747)                                                                                    |                |               |
| 771 |  | Mila (după Delacroix), prima versiune                                                                           | 1889                         | Colecția Vatican of Modern Religious Art, Vatican City (F757)                                                                    |                |               |
| 772 |  | Vedere a azilului și a capelei de la Saint Remy                                                                 | 1889                         | Colecția lui Elizabeth Taylor (F803)                                                                                             |                |               |
| 773 |  | Peisaj cu figuri și copaci                                                                                      | 1889                         | Muzeul de Artă Baltimore, Baltimore, Maryland (F818)                                                                             |                |               |
| 774 |  | Tufe de trandafiri înfloriți în curtea azilului                                                                 | 1889                         | Muzeul Kröller-Müller, Otterlo, Olanda (F1527)                                                                                   |                |               |
| 775 |  | Coridor în spitalul Saint-Paul, Culoare uleiului și esență peste cretă neagă pe hârtie texturată („Ingres”) roz | 1889                         | Muzeul Metropolitan de Artă, New York City (F1529)                                                                               |                |               |
| 776 |  | Holul de intrare în spitalul Saint-Paul, cretă neagră, pensulă și ulei diluat pe hârtie roz                     | 1889                         | Muzeul Van Gogh, Amsterdam (F1530)                                                                                               |                |               |
| 777 |  | Cântec de leagăn: Madame Augustine Roulin balansand un leagăn (La Berceuse)                                     | 1889                         | Muzeul de Arte Frumoase din Boston, Massachusetts (F unk)                                                                        |                |               |
| 778 |  | Natură moartă: Maci roșii și păpădii                                                                            | 1890                         | Colecție privată (F280) |                |               |
| 779 |  | Mica Arlesienne (Capul unei fete)                                                                               | 1890                         | Muzeul Kröller-Müller, Otterlo, Olanda (F518)                                                                                    |                |               |
| 780 |  | L'Arlesienne ( Portret al Madame Ginoux)                                                                        | 1890                         | Muzeul de Arte Moderne, Rome, Italia (F540)                                                                                      |                |               |
| 781 |  | L'Arlesienne (Portret al Madame Ginoux)                                                                         | 1890                         | Muzeul Kröller-Müller, Otterlo, Olanda (F541)                                                                                    |                |               |
| 782 |  | L'Arlesienne (Portret al Madame Ginoux)                                                                         | 1890                         | Muzeul de Arte din São Paulo, Brazilia (F542)                                                                                    |                |               |
| 783 |  | L'Arlesienne,Portret al Madame Ginoux                                                                           | 1890                         | Colecție privată (F543) |                |               |
| 784 |  | Stive de grâu cu cosaș                                                                                          | 1890                         | Muzeul de Artă Toledo, Toledo, Ohio (F559)                                                                                       |                |               |
| 785 |  | Wheat Stack Under Clouded Sky                                                                                   | iulie 1890                   | Muzeul Kröller-Müller, Otterlo, Olanda (F563)                                                                                    |                |               |
| 786 |  | Natură moartă: Sticla cu flori sălbatece                                                                        | 1890                         | Colecție privată (F589) |                |               |
| 787 |  | Natură moartă: Trandafiri roz                                                                                   | 1890                         | Ny Carlsberg Glyptotek, Copenhaga (F595)                                                                                         |                |               |
| 788 |  | Trandafiri sălbateci                                                                                            | 1890                         | Muzeul Van Gogh, Amsterdam (F597)                                                                                                |                |               |
| 789 |  | Natură moartă: Sticlă cu garoafe                                                                                | 1890                         | Colecție privată (F598) |                |               |
| 790 |  | Natură moartă: Vază cu flori și ciulini                                                                         | 1890                         | Colecție privată (F599) |                |               |
| 791 |  | Chiparoși și două femei                                                                                         | 1890                         | Muzeul Van Gogh, Amsterdam, Olanda (F621)                                                                                        |                |               |
| 792 |  | Plugul și grapa (după Millet)                                                                                   | 1890                         | Muzeul Van Gogh, Amsterdam, Olanda (F632)                                                                                        |                |               |
| 793 |  | Bunul samaritean (după Delacroix)                                                                               | 1890                         | Muzeul Kröller-Müller, Otterlo, Olanda (F633)                                                                                    |                |               |
| 794 |  | Câmp cu maci | 1890                         | Gemeentemuseum, The Hague, Olanda (F636)                                                                                         |                |               |
| 795 |  | Bărbații beau (după Daumier)                                                                                    | 1890                         | Institutul de Artă Chicago, Chicago, Illinois (F667)                                                                             |                |               |
| 796 |  | Primi pași (după Millet) și Copie după Millet                                                                   | 1890                         | Muzeul Metropolitan de Artă, New York, New York (F668)                                                                           |                |               |
| 797 |  | Cerc de deținuți (exersând)(după Gustave Doré)                                                                  | 1890                         | Muzeul Pușkin, Moscova, Rusia (F669)                                                                                             |                |               |
| 798 |  | Tăietorul de lemne (după Millet)                                                                                | 1890                         | Muzeul Van Gogh, Amsterdam, Olanda (F670)                                                                                        |                |               |
| 799 |  | Migdali înfloriți                                                                                               | 1890                         | Muzeul Van Gogh, Amsterdam (F671)                                                                                                |                |               |
| 800 |  | Câmp de iarbă cu fluturi și flori                                                                               | 1890                         | Galeria Națională, Londra, England (F672)                                                                                        |                |               |
| 801 |  | Cabane: Reminiscența Nordului                                                                                   | martie-aprilie 1890          | Colecție privată (F673) |                |               |
| 802 |  | Cabane cu stuf în bătaia soarelui: Reminiscența Nordului                                                        | 1890                         | Fundația Barnes, Merion, Pennsylvania (F674)                                                                                     |                |               |
| 803 |  | Cabane și chiparoși: Reminiscența Nordului                                                                      | martie-aprilie 1890          | Muzeul Van Gogh, Amsterdam (F675)                                                                                                |                |               |
| 804 |  | Trunchiuri de pin și păpădie în grădina spitalului Saint-Paul                                                   | 1890                         | Muzeul Kröller-Müller, Otterlo, Olanda (F676)                                                                                    |                |               |
| 805 |  | Ridicarea lui Lazăr (după Rembrandt)                                                                            | 1890                         | Muzeul Van Gogh, Amsterdam, Olanda (F677)                                                                                        |                |               |
| 806 |  | Natură moartă: Vază cu iriși violet pe fundal galben                                                            | 1890                         | Muzeul Van Gogh, Amsterdam, Olanda (F678)                                                                                        |                |               |
| 807 |  | Vază cu iriși violet pe fundal roz                                                                              | 1890                         | Muzeul Metropolitan de Artă, New York, New York (F680)                                                                           |                |               |
| 808 |  | Vază cu trandafiri roz și trandafiri                                                                            | 1890                         | National Gallery of Art, Washington, D.C. (F681)                                                                                 |                |               |
| 809 |  | Vază cu trandafiri roz                                                                                          | 1890                         | The Muzeul Metropolitan de Artă, New York, New York (F682)                                                                       |                |               |
| 810 |  | Drum cu chiparoși și stea                                                                                       | 1890                         | Muzeul Kröller-Müller, Otterlo, Olanda (F683)                                                                                    |                |               |
| 811 |  | Dimineață: Cuplu de țărani mergând la muncă (după Millet)                                                       | 1890                         | Ermitaj, St. Petersberg, Rusia (F684)                                                                                            |                |               |
| 812 |  | Amiază: Odihnă dupa muncă (după Millet) sau Siesta                                                              | 1890                         | Musée d'Orsay, Paris, Franța (F686)                                                                                              |                |               |
| 813 |  | Țărani ridicând cartofi                                                                                         | 1890                         | Colecție privată (F694) |                |               |
| 814 |  | Două țărănci săpând pe un câmp acoperit cu zăpada la apus                                                       | 1890                         | Colecția Fundației E.G. Bührle, Zürich, Elveția (F695)                                                                           |                |               |
| 815 |  | Bătrân cu capul în palme (după litografia "La poarta eternității")                                              | 1890                         | Muzeul Kröller-Müller, Otterlo, Olanda (F702)                                                                                    |                |               |
| 816 |  | Cuplu mergând de-a lungul măslinilor cu fundal montan și semiluna                                               | mai 1890                     | Muzeul de Artă din São Paulo, São Paulo, Brazilia (F704)                                                                         |                |               |
| 817 |  | Micul pârâu Imagine alb-negru a picturii color                                                                  | 1890                         | Colecție privată (F740) |                |               |
| 818 |  | Maci și fluturi                                                                                                 | 1890                         | Muzeul Van Gogh, Amsterdam, Olanda (F748)                                                                                        |                |               |
| 819 |  | Trandafiri și gândac                                                                                            | 1890                         | Muzeul Van Gogh, Amsterdam (F749)                                                                                                |                |               |
| 820 |  | Cabane sau Cabane cu stuf                                                                                       | 1890                         | Ermitaj, St. Petersberg, Rusia (F750)                                                                                            |                |               |
| 821 |  | Aluni în floare                                                                                                 | 1890                         | Colecție privată (F751) |                |               |
| 822 |  | Aluni înfloriți                                                                                                 | 1890                         | Muzeul Kröller-Müller, Otterlo, Olanda (F752)                                                                                    |                |               |
| 823 |  | Portretul Dr-ului Gachet †                                                                                      | 1890                         | Colecție privată (F753) |                |               |
| 824 |  | Portretul Dr-ului Gachet                                                                                        | 1890                         | Musée d'Orsay, Paris (F754) |                |               |
| 825 |  | Grădina doctorului Gachet în Auvers                                                                             | 1890                         | Musée d'Orsay, Paris, Franța (F755)                                                                                              |                |               |
| 826 |  | Marguerite Gachet în grădină                                                                                    | 1890                         | Musée d'Orsay, Paris, Franța (F756)                                                                                              |                |               |
| 827 |  | Cabane cu stuf în Jorgus                                                                                        | 1890                         | Colecție privată (F758) |                |               |
| 828 |  | Casă în Auvers                                                                                                  | 1890                         | Muzeul de Artă din Toledo, Toledo, Ohio (F759)                                                                                   |                |               |
| 829 |  | Peisaj cu căruță și tren în fundal                                                                              | 1890                         | Muzeul Pușkin, Moscova (F760) |                |               |
| 830 |  | Câmpurile | iulie 1890                   | Colecție privată (F761) |                |               |
| 831 |  | Podgorii cu vedere la Auvers                                                                                    | 1890                         | Muzeul de Artă Saint Louis, St. Louis, Missouri (F762)                                                                           |                |               |
| 832 |  | Flori sălbatice și ciulini în vaza                                                                              | iunie 1890                   | Colecție privată (F763) |                |               |
| 833 |  | Natură Moartă: Vază japoneză cu trandafiri și anemone                                                           | 1890                         | Musée d'Orsay, Paris (F764) |                |               |
| 834 |  | Natură Moartă: Vază cu Hibiscus                                                                                 | 1890                         | Muzeul Van Gogh, Amsterdam (F764a)                                                                                               |                |               |
| 835 |  | Grădina lui Daubigny                                                                                            | 1890                         | Muzeul Van Gogh, Amsterdam (F765)                                                                                                |                |               |
| 836 |  | Casa alba noaptea                                                                                               | 1890                         | Muzeul Ermitaj, Moscova (F766)                                                                                                   |                |               |
| 837 |  | Urechi de grâu                                                                                                  | 1890                         | Muzeul Van Gogh, Amsterdam, Olanda (F767)                                                                                        |                |               |
| 838 |  | Portret al Adelinei Ravoux (Half-Figure)                                                                        | 1890                         | Colecție privată (F768) |                |               |
| 839 |  | Portret al Adelinei Ravoux                                                                                      | 1890                         | Colecție privată (F769) |                |               |
| 840 |  | Peisaj la amurg sau Peisaj cu conacul din Auvers la apus                                                        | 1890                         | Muzeul Van Gogh, Amsterdam (F770)                                                                                                |                |               |
| 841 |  | Snopi de grâu                                                                                                   | iulie 1890                   | Muzeul de Artă Dallas, Dallas, Texas (F771)                                                                                      |                |               |
| 842 |  | Marguerite Gachet la pian                                                                                       | 1890                         | Kunstmuseum Basel, Basel, Elveția (F772)                                                                                         |                |               |
| 843 |  | Lăstari cu două figuri                                                                                          | 1890                         | Muzeul de Artă Cincinnati, Cincinnati, Ohio (F773)                                                                               |                |               |
| 844 |  | Țărancă pe fundal de grâu                                                                                       | 1890                         | Colecție privată (Steven A. Cohen) (F774)                                                                                        |                |               |
| 845 |  | Câmpuri cu grâu apoape de Auvers                                                                                | 1890                         | Österreichische Galerie Belvedere, Viena (F775)                                                                                  |                |               |
| 846 |  | Grădina lui Daubigny                                                                                            | 1890                         | Muzeul de Artă Hiroshima, Hiroshima, Japonia (F776)                                                                              |                |               |
| 847 |  | Grădina lui Daubigny cu pisica neagra                                                                           | 1890                         | Kunstmuseum Basel, Basel, Elveția, împrumutat de Fundația Famiiei Rudolf Staechelin (F777)                                       |                |               |
| 848 |  | Câmpuri cu grâu sub cer înorat                                                                                  | 1890                         | Muzeul Van Gogh, Amsterdam, Olanda (F778)                                                                                        |                |               |
| 849 |  | Wheat Field with Crows de asemenea see Auvers Wheat Harvest Series                                              | 1890                         | Muzeul Van Gogh, Amsterdam (F779)                                                                                                |                |               |
| 850 |  | Acoperișuri cu stuf în Chaponval                                                                                | 1890                         | Kunsthaus Zürich (F780) |                |               |
| 851 |  | Câmpuri cu grâu după ploaie (Câmpiile din Auvers)                                                               | iulie 1890                   | Muzeul de Artă Carnegie, Pittsburgh, Pennsylvania (F781)                                                                         |                |               |
| 852 |  | Câmpie în apropiere de Auvers                                                                                   | iulie 1890                   | Neue Pinakothek, München, Germania (F782)                                                                                        |                |               |
| 853 |  | Două fete | 1890                         | Musée d'Orsay, Paris (F783) |                |               |
| 854 |  | Doi copii | 1890                         | Colecție privată (F784) |                |               |
| 855 |  | Copil cu portocaliu                                                                                             | 1890                         | Colecție privată (F785) |                |               |
| 856 |  | Portret al Adelinei Ravoux                                                                                      | 1890                         | Muzeul de Artă Cleveland (F786)                                                                                                  |                |               |
| 857 |  | Tânăr cu Albăstrea                                                                                              | 1890                         | Colecție privată (F787) |                |               |
| 858 |  | Fată în alb sau Fată tânără pe fundal de grâu                                                                   | 1890                         | Galeria Națională de Artă, Washington, D.C. (F788)                                                                               |                |               |
| 859 |  | Biserica din Auvers                                                                                             | 1890                         | Musée d'Orsay, Paris (F789) |                |               |
| 860 |  | Primăria din Auvers de ziua Bastiliei                                                                           | 1890                         | Colecție privată, Chicago (F790)                                                                                                 |                |               |
| 861 |  | Casa lui Pere Pilon                                                                                             | 1890                         | Colecția Niarchos, Zürich (F791)                                                                                                 |                |               |
| 862 |  | Cabană acoperită cu stuf în Cordeville                                                                          | 1890                         | Musée d'Orsay, Paris, Franța (F792)                                                                                              |                |               |
| 863 |  | Ferma în apropiere de Auvers sau Cabană acoperită cu stuf lângă deal                                            | 1890                         | Galeria Tate, Londra (F793) |                |               |
| 864 |  | Casa lui Pere Eloi                                                                                              | 1890                         | Colecție privată (F794) |                |               |
| 865 |  | Stradă în sat și trepte în Auvers cu două figuri                                                                | 1890                         | Muzeul de Artă Saint Louis, St. Louis, Missouri (F795)                                                                           |                |               |
| 866 |  | Stradă în sat și trepte în Auvers cu două figuri                                                                | 1890                         | Colecție privată (F796) |                |               |
| 866 |  | Vedere asupra Vessenots în apropriere de Auvers                                                                 | 1890                         | Muzeul Thyssen-Bornemisza, Madrid, Spania (F797)                                                                                 |                |               |
| 867 |  | Malul râului Oise în Auvers                                                                                     | 1890                         | Institutul de Artă din Detroit, Detroit, Michigan (F798)                                                                         |                |               |
| 868 |  | Vedere asupra Auvers                                                                                            | 1890                         | Muzeul Van Gogh, Amsterdam (F799)                                                                                                |                |               |
| 869 |  | Câmpuri cu grâu cu Auvers în fundal                                                                             | iulie 1890                   | Musée d'Art et d'Histoire (Geneva) (F801)                                                                                        |                |               |
| 870 |  | Strada satului în Auvers                                                                                        | 1890                         | Galeria Națională a Finlandei, Helsinki (F802)                                                                                   |                |               |
| 871 |  | Câmpuri de grâu în Auvers cu Casă Albă                                                                          | 1890                         | Colecția Phillips, Washington D.C. (F804)                                                                                        |                |               |
| 872 |  | Casă în Auvers                                                                                                  | 1890                         | Muzeul de Arte Frumoase, Boston (F805)                                                                                           |                |               |
| 873 |  | Fermă cu două Figuri                                                                                            | 1890                         | Muzeul Van Gogh, Amsterdam (F806)                                                                                                |                |               |
| 874 |  | Câmpuri de grâu verde                                                                                           | 1890                         | Colecția dl. și dna. Paul Mellon, Upperville, Virginia (F807)                                                                    |                |               |
| 875 |  | Câmpuri de grâu albăstrele                                                                                      | iulie 1890                   | Fundația Beyeler, Riehen, Elveția (F808)                                                                                         |                |               |
| 876 |  | Recoltă de grâu in Auvers, Câmpuri cu stive de grâu                                                             | iulie 1890                   | Fundația Beyeler, Riehen, Elveția (F809)                                                                                         |                |               |
| 877 |  | Peisaj în Auvers în Ploaie                                                                                      | 1890                         | Muzeul National din Țara Galilor, Cardiff, Wales (F811)                                                                          |                |               |
| 878 |  | Câmpuri de Grâu                                                                                                 | 1890                         | Colecție privată, posibil Elveția (F812)                                                                                         |                |               |
| 879 |  | Grădină in Auvers                                                                                               | iunie–iulie 1890             | Colecție privată (F814) |                |               |
| 880 |  | Rădăcini si trunchiuri de copac                                                                                 | 1890                         | Muzeul Van Gogh, Amsterdam (F816)                                                                                                |                |               |
| 881 |  | Dumbrava | 1890                         | Colecție privată (F817) |                |               |
| 882 |  | Două femei traversând câmpurile                                                                                 | 1890                         | Muzeul de Artă McNay, San Antonio, Texas (F819)                                                                                  |                |               |
| 883 |  | Ramuri înflorite de castan                                                                                      | 1890                         | Colecția Fundației E.G. Bührle, Zürich, Elveția (F820)                                                                           |                |               |
| 884 |  | Ramuri înflorite de salcâm                                                                                      | 1890                         | Nationalmuseum, Stockholm (F821)                                                                                                 |                |               |
| 885 |  | Vaci (după Jordaens)                                                                                            | 1890                         | Palais des Beaux-Arts de Lille, Lille, Franța (F822)                                                                             |                |               |